# انیو موریکونه
اِنیو موریکونه (ایتالیایی: Ennio Morricone؛ ۱۰ نوامبر ۱۹۲۸ – ۶ ژوئیه ۲۰۲۰) آهنگساز، تنظیم‌کننده، رهبر ارکستر و نوازنده ترومپت ایتالیایی بود.
از ۱۹۶۱، انیو موریکونه برای ۴۱۷ اثر سینمایی و تلویزیونی موسیقی نوشت. علاوه بر این، افزون بر ۱۰۰ اثر مستقل در زمینه‌های دیگری چون موسیقی برای ارکسترهای بزرگ یا مجلسی، کنسرتوهایی برای پیانو و دیگر سازها، آثار کرال، و قطعاتی برای باله از دیگر ساخته‌های اوست. وی با کارگردانان بسیاری همچون سرجو لئونه، برناردو برتولوچی، رومن پولانسکی، فرانکو زفیرلی، الیور استون، کوئنتین تارانتینو، جوزپه تورناتوره، و پیر پائولو پازولینی همکاری داشت.
موریکونه کار سینما را با ارکستراسیون برای چند اثر سینمایی همچون مرگ یک دوست (۱۹۵۹)، و باراباس (۱۹۶۱) آغاز نمود. فاشیست (۱۹۶۱) نخستین اثر او در مقام آهنگساز فیلم است. آثار او در حدود ۳۰ پارتیتور برای فیلم‌هایی با گونه وسترن را شامل می‌شود که یک مشت دلار (۱۹۶۴)، به خاطر چند دلار بیشتر (۱۹۶۵)، خوب بد زشت (۱۹۶۶)، و روزی روزگاری در غرب (۱۹۶۸) از آن جمله‌اند. موسیقی برای حرفه‌ای (۱۹۸۱)، روزی روزگاری در آمریکا (۱۹۸۴)، ماموریت (۱۹۸۶)، تسخیرناپذیران (۱۹۸۷)، سینما پارادیزو (۱۹۸۸)، هملت (۱۹۹۰)، باگزی (۱۹۹۱)، افسانه ۱۹۰۰ (۱۹۹۸)، مالنا (۲۰۰۰)، بهترین پیشنهاد (۲۰۱۳)، و هشت نفرت‌انگیز (۲۰۱۵) از دیگر آثار اوست.
در طول سال‌های زندگی نشان‌های متعددی به موریکونه تعلق گرفت که از آن‌ها می‌توان نشان شایستگی دولت‌های ایتالیا، فرانسه، مقدونیه، نشان خورشید فروزان امپراتوری ژاپن و نشان بنیاد شاهزاده آستوریاس اسپانیا (مشترکاً با جان ویلیامز) را نام برد. در سال ۲۰۰۷ آکادمی علوم و هنرهای سینمایی آمریکا یک عمر فعالیت هنری وی را «مشارکتی درخشان و چند وجهی در هنر موسیقی فیلم» تلقی نمود و اسکار افتخاری آکادمی را به او اهدا کرد. موریکونه که از ۱۹۷۹ نامزد دریافت شش جایزه اسکار در بخش بهترین موسیقی فیلم بود در ۲۰۱۵ برای اولین بار موفق به دریافت این جایزه برای موسیقی هشت نفرت‌انگیز در بخش رقابتی شد. او نخستین و تنها آهنگساز سینما است که برنده جایزه پولار مشهور به «نوبل موسیقی» در سال ۲۰۱۰ در استکهلم سوئد شد.
اگرچه تا به اکنون آماری رسمی در دست نیست اما منابع متعددی از او به عنوان پرکارترین آهنگساز تاریخ سینما یاد می‌کنند. در نوامبر ۲۰۱۲، نشریه ورایتی با کسب نظر از ۴۰ آهنگساز فعال سینمای جهان، موسیقی موریکونه برای فیلم «مأموریت» را بهترین موسیقی نوشته شده برای یک اثر سینمایی تا به آن زمان اعلام نمود. از میان آثار او که بالغ بر ۷۰ میلیون نسخه از آن در جهان به فروش رفته‌است «روزی روزگاری در غرب» با فروش تقریبی ۱۰ میلیون نسخه از پرفروش‌ترین آلبوم‌های اینسترومنتال موسیقی فیلم در تاریخ سینما به‌شمار می‌آید.
موریکونه ملودی پردازی چیره‌دست بود.
واشینگتن پُست او را استعدادی غریب و لس آنجلس تایمز، ایندیپندنت و ایندیوایر وی را مهم‌ترین آهنگساز سینمای سده بیستم توصیف کرده‌اند.
ایندیوایر آثار وی را به سبب تجربه‌گرایی و نوآوری سرآمد آثار آهنگسازان فیلمِ پیش از او و هم دوره‌اش دانسته که شاید تنها برنارد هرمن را بتوان تا حدودی در این مقایسه مستثنی دانست. مارتین اسکورسیزی بر این باور است که موریکونه با شیوه‌ای مستقل از راهکار آهنگسازان کلاسیک فیلم همچون هرمن و برنستاین موفق شد موسیقی فیلم را دوباره ابداع کند. او با وجود علاقه بسیار به همکاری با کارگردانان آمریکایی (علی‌الخصوص استنلی کوبریک) در اواسط سال‌های زندگیش دعوت هالیوود برای زندگی در ایالات متحده و ضبط موسیقی در استودیوهای آمریکایی را رد کرد. دست کم گرفته شدن آثارش برای چند دهه از جانب آمریکایی‌ها را نمی‌توان بی ارتباط با این تصمیم او دانست. انگلیسی‌ها اما تلاش کردند با اهدای چندین جایزه بفتا به آثارش بر او تأکید ورزند تا بدانجا که گاردین در فوریه ۲۰۰۱ با انتشار مقاله‌ای وی را موتزارت سینما لقب داد. انیو دلبسته زادگاهش بود و تا پایان عمر در ایتالیا باقی ماند.
در ۶ ژوئیه ۲۰۲۰ انیو موریکونه در سن ۹۱ سالگی در رُم درگذشت. رئیس‌جمهور سرجیو ماتارلا او را بانی گسترش و تقویت اعتبار ایتالیا در میان مردم سراسر جهان خواند و نیویورک تایمز وی را از تاثیرگذارترین آهنگسازان بر جریان موسیقی سینمای مدرن برشمرد. از مونته وردی، ویوالدی، وردی تا پوچینی، و موریکونه، همه آهنگسازانی بودند که موسیقی برای نمایش در ایتالیا را معنا و مرتبت بخشیدند. در گستره عملکرد آهنگسازان سینما انیو موریکونه بیش از اغلب مصنفان گذشته در سیر تحول و ترفیع هُنر موسیقی فیلم نقشی آشکار داشته و افراشته بر جای می‌ماند.

## اوایل زندگی

### تحصیل
موریکونه در خانواده‌ای اهل موسیقی و در محله‌ای از رم به نام «تِراستوِره» متولد شد. او فرزند نخست ماریو موریکونه و لیبرا ریدولفی بود. موسیقی را با نواختن ترومپت آغاز کرد. استعداد و توانایی وی در یادگیری موسیقی از همان سال‌های نخستین خانواده‌اش را به ادامه تحصیلات او دلگرم کرد. حضور قابل توجه ترومپت در آثار او خبر از علاقه‌اش به این ساز از همان دوران فراگیری موسیقی می‌دهد. مجله تایم در مصاحبه‌ای با او در ۱۹۸۷ آورده‌است «پدر انیو خود نوازنده ترومپت بود. او در زمینه موسیقی جاز، اپرا و ضبط موسیقی برای فیلم‌ساز می‌نواخت و فرزندش انیو از شش سالگی آغاز به نوشتن موسیقی کرد». تقریباً دو سال بعد زمانی‌که او هشت ساله بود به مدرسهٔ ابتدایی «یحیی تعمیددهنده» در رم رفت. آنجا بود که او با سرجو لئونه هم‌مدرسه‌ای شد. کارگردانی که سال‌ها بعد همکاری با او سرآغاز شهرت و موفقیت برای هر دویشان شد.

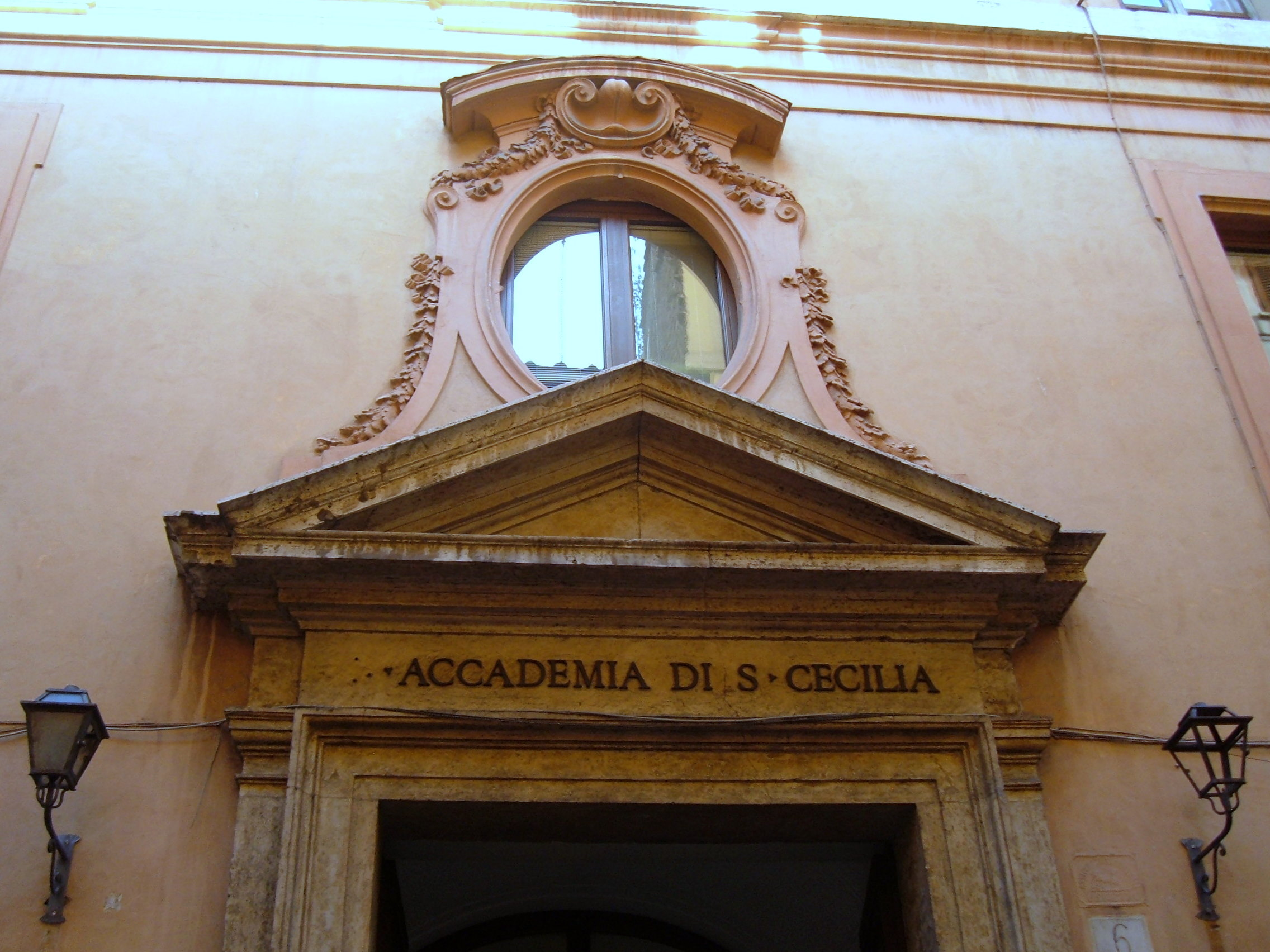
آکادمی سانتاسیسیلیا، کنسرواتواری که موریکونه در آن موسیقی را فراگرفت.

انیو از همان کودکی به سرعت توانایی‌های خود را در موسیقی گسترش داد. او دوازده ساله بود که والدینش او را به کنسرواتواری در رم فرستادند. این آکادمی که از مراکز معروف تعلیم موسیقی در رم بود، «آکادمی سانتاسیسیلیا» نام داشت. هنرمندانی چون دانیل بارنبویم و نینو روتا تربیت‌شده این آکادمی بوده‌اند. در آنجا موریکونه زیر نظر «آمبرتو سمپرونی» به آموخته‌هایش در نوازندگی ترومپت افزود. همان روزها مدرس هارمونی او «روبرتو کاگیانو» پیشنهاد می‌کند که او آموختن آهنگسازی را نیز آغاز کند. خیلی زود موریکونه با «کارلو گاروفالو»، «آلفردو دنینو»، و «آنتونیو فردیناندی» مبانی آهنگسازی را فرا گرفت.
انیو برای تکمیل آموخته‌هایش در آهنگسازی شاگرد گوفردو پتراسی شد. آهنگسازی که موریکونه قطعه‌ای از ساخته‌هایش را نیز به وی تقدیم کرده‌است. پتراسی که از نامداران موسیقی ایتالیا در سده بیستم است خود از فارغ‌التحصیلان آکادمی سانتاسیسیلیا بود. هفت کنسرتوی او برای ارکستر بسیار معروف است. پتراسی طی دهه‌های ۱۹۴۰ تا ۱۹۶۰ چند موسیقی فیلم تصنیف کرد.
موریکونه سرانجام در ۱۹۴۶ موفق به دریافت دیپلم از آکادمی سانتاسیسیلیا شد و فارغ‌التحصیل گردید. مهم‌ترین عامل در اشتیاق او به تحصیل و کار جدی موسیقی را جز عشق نمی‌توان دانست؛ همان‌طور که خود گفته‌است «معتقدم هر کسی برای ایجاد خلاقیت در حرفه خود قطعاً به عاملی متکی است. از زمانی که علاقمند به موسیقی بوده‌ام به آثار هنرمندانی مانند باخ، استراوینسکی و… عشق می‌ورزیدم. این آهنگسازان در زندگی من نفوذ کردند و به عبارتی می‌توان گفت مانند اعضای خانواده‌ام بودند».

### شطرنج باز
موریکونه از سن ۱۱ سالگی شروع به آموختن شطرنج کرد. در اواسط دهه ۵۰ در مسابقات باشگاهی شطرنج در رم شرکت می‌کرد. ۱۹۶۴ سالی بود که در مسابقات به‌طور کاملاً رسمی حاضر شد و در رقابت‌های دسته سوم باشگاهی مقام نخست را به دست آورد و جایزه گرفت. او در ۱۲ رقابت از مربیگری «استفانو تاتای» که از قهرمانان شطرنج بود بهره برد. موریکونه به دلیل مشغله فراوان خیلی زود از ادامه این مسیر صرف نظر کرد اما همچنان این علاقه را با خود داشت. مشخص نیست که او تا چه اندازه در شطرنج توانمند بود. رده‌بندی الو یا ریتینگ او را ۱۷۰۰ تخمین زده‌اند. در رقابت‌های سال ۲۰۰۰ در تورین او موفق شده بود در رقابتی با بوریس اسپاسکی، قهرمان شطرنج جهان به تساوی دست یابد. این رقابت‌ها میان ۲۷ شطرنج باز برگزار شد که «پائولو فرسکو»، مدیر عامل وقت فیات، و فرزند موریکونه آندره‌آ نیز در آن شرکت داشتند. موریکونه آخرین رقیبی بود که بالاخره اسپارسکی را مجبور کرد از یک امتیازِ کامل، نیم امتیاز از آن را واگذار کند.
در طول سال‌های بعد او با استادان بزرگ شطرنج جهان مانند گری کاسپاروف، آناتولی کارپف، جودیت پولگار به رقابت پرداخت. اگر برای اجرای کنسرت‌هایش به جایی سفر می‌کرد با بهترین شطرنج‌باز آنجا مسابقه‌ای برپا می‌کرد. در حقیقت می‌توان گفت این استادان بزرگ کشورها بودند که از او می‌خواستند در مسابقه‌ای با آنان حاضر شود. هر زمان که رقابتی در جایی از دنیا برگزار می‌شد و موریکونه به محل مسابقات نزدیک بود خود را رسانده و مسابقات را از نزدیک مشاهده می‌کرد. به عنوان نمونه، در جریان مراسم اختتامیه مسابقات سال ۲۰۱۶ در رم، موریکونه با رئیس فدراسیون شطرنج ایتالیا «جیانیپترو پاگنوشلی» مسابقه داد و این آخرین باری بود که موریکونه در یک مسابقه شطرنج دیده شد.
در آخرین ماه مارس از زندگیش مقاله جالبی از موریکونه با نام «انیو موریکونه شطرنج بازی می‌کند» در نشریه پاریس چاپ شد. این مقاله برگرفته از کتاب «انیو موریکونه: از زبان خودش» است که در آن او و «دِ-روسا» به موسیقی و زندگی، و ظهور آن‌ها در یکدیگر به بحث می‌پردازند. موریکونه از این کتاب به عنوان بهترین کتابی یاد می‌کند که دربارهٔ او نوشته شده‌است.
موریکونه از رابطه میان موسیقی و آنچه در صفحه بازی شطرنج اتفاق می‌افتد می‌گوید:
| « | با گذشت زمان من چیزی را یافتم. ارتباط بارزی میان بازی شطرنج و نت نویسی در موسیقی وجود دارد. مطابق با آنچه در زمان‌بندی و ترتیب‌دهی آن انجام می‌شود. در شطرنج این دو بعد در فضای آن همواره وجود دارند و زمان چیزیست که هر دو رقیب برای دستیابی به یک حرکت درست در اختیار دارند. همیشه یک ترکیب افقی و عمودی در صفحه بازی دیده می‌شود. الگوهای گرافیکی متفاوت شبیه به چیدمان نت‌ها در هارمونی. حتی می‌توان الگوها را طوری جفت و جور کرد که گویی هر الگو برای یک بخش از سازها در ارکستر ترتیب یافته‌است. بازیکنی که بازی را شروع نمی‌کند و مهره‌های سیاه را داراست تا پیش از حرکت دومِ مهره‌های سفید ۱۰ گزینه برای حرکت را می‌تواند انتخاب کند. تعداد حرکت‌های ممکن با ادامه بازی به‌طور وسیعی افزایش می‌یابد. این همان کنترپوان در موسیقی است. اگر شخصی علاقه‌مند به جستجو باشد تشابهاتی بین این دو وجود دارد و پیشرفت در یک زمینه اغلب به پیشرفت در زمینه دیگر می‌انجامد. این یک شانس نیست که در میان ریاضی‌دانان و موسیقی‌دان‌ها شطرنج‌بازان خوبی وجود دارند. مارک تایمانف، پیانیست و شطرنج باز استثنایی، سرگئی پروکوفیف آهنگساز شهیر روس، جان کیج آهنگساز آوانگارد آمریکایی، ژان فیلیپ رامو آهنگساز فرانسوی، دوستان من آلدو کلمنتی و اگیستو ماکی را در نظر بگیرید. فیثاغورس مدعی بود که شطرنج کاملاً با ریاضی و ریاضی کاملاً با موسیقی در ارتباط است. موسیقی کلمنتی کاملاً این ادعا را تصدیق می‌کند. موسیقی‌ای که ردیف کردن صداها، تعداد آن‌ها و ترکیباتشان همه شبیه به عناصر کلیدی شطرنج هستند. | » |

محبوب‌ترین شطرنج بازان در نظر موریکونه میخائیل تال و بابی فیشر بودند. رد پای عشق و علاقه موریکونه به شطرنج را حتی می‌توان در نام‌گذاری برخی از قطعات آثارش دید. قطعه «بازی شطرنج» از آلبوم موسیقی سریال «بازی بی‌انتها» که مربوط به اواخر دهه ۸۰ است و دیگری قطعه «رقص بازی شطرنج» از سریال «راز صحرا» که مربوط به همان دوران است. «جان هندرسون» از دیگر تظاهرات احساس موریکونه از دنیای شطرنج، سریالی کلاسیک از بی‌بی‌سی با نام «استاد بازی» را نام می‌برد که وقتی به پخش جهانی انجامید قطعه «مثل مَدالِنا» ساخته موریکونه در آن شنیده می‌شود. نمونه دیگری که هندرسون از آن می‌گوید زمانی است که گری کاسپاروف در رادیوی دِزِرت آیسلند دسکز حضور یافت و قطعه کی مای (از ساخته‌های موریکونه) را به یکی از زیباترین قطعات دنیای موسیقی توصیف کرد.
سال‌ها بعد وقتی موریکونه جایزه اسکار افتخاری را دریافت نمود در تلویزیون ایتالیا از او پرسیده شد چه چیزی را بیش از این جایزه دوست می‌داری؟ او در جواب گفت: «اینکه یک استاد بزرگ بودم. همانند گری کاسپاروف».

### آثار و فعالیت‌های نخستین
موریکونه هم‌زمان با تحصیل نوشتن موسیقی برای نمایش‌نامه‌های رادیویی را آغاز کرد و در زمینه نواختن نیز دست به ساز شد و در چند ارکستر به نواختن ترومپت پرداخت. پس از پایان تحصیلات و پس از پایان جنگ جهانی دوم او با آنکه چندان به نواختن موسیقی با گروه‌های دیگر رضایت نداشت به دلیل شرایط سختی که بر کشورش حکمفرما بود با گروه کوچکی که برای ارتش آمریکا و اروپا موسیقی می‌نواخت همکاری می‌کرد. سال‌های تحصیل به سبب بمباران‌های سنگین سال‌های سختی برای ایتالیا می‌بود. آثار موریکونه نیز بی‌تاثیر از حال و هوای جنگ‌های آن زمان نبود. از نخستین آثار وی می‌توان به «دیستاکو ۱» و «دیستاکو ۲» اشاره کرد. دیگر آثار جدی از آن زمان قطعه‌ای بود با نام «ایمیتازیونه» با متنی از «جیاکومو لئوپاردی» و دیگری «اینتیمیتا» با متنی از «الینتو دینی» که هر دو برای پیانو و آواز نوشته شده بود.
به سبب شرایط نامطلوب پس از جنگ موریکونه برای حمایت مالی بهتر از خانواده شروع به نوازندگی در یک گروه جاز و نیز تنظیم ترانه‌های مردمی برای سرویس پخش ایتالیایی «رای» کرد و زیر نظر این شبکه مشغول به کار شد؛ اما در همان روز نخستین کار را رها کرد و دلیل آن را اینطور توضیح داده بود که این سازمان پخش موسیقی‌های ساخته شده توسط کارکنان را ممنوع اعلام کرده‌است. چندی بعد وی به یکی از تنظیم‌کننده‌های معتبر «آر.سی. اِی» بدل شد. آنطور که جف اسمیت شرح می‌دهد موریکونه در اوایل دهه ۱۹۶۰ به آر.سی. ای وارد شد و آنجا مهارتش را در سازبندی و تنظیم موسیقی به کار بست و پس از مدتی به جمع سرآمدان ضبط موسیقی در ایتالیا وارد شد. او بیش از ۵۰۰ ترانه تنظیم کرد و با هنرمندان بسیاری کار کرد. او فعالیت‌هایش را در طول این دوران در زمینه‌های گوناگون موسیقی از جمله موسیقی راک، جاز و ترانه‌های عاشقانهٔ نئوپولیتن گسترش داد.
در میان ترانه‌هایی که موریکونه موسیقی آن را به دست گرفت ترانه‌ای با عنوان «سه تلفوناندو» با صدای خواننده ایتالیایی، مینا ماتزینی، به موفقیت ویژه‌ای دست یافت و به ترانه‌ای مشهور از آلبوم «استودیو اونو ۶۶» مبدل شد. تنظیم موریکونه برای این ترانه مرکب بود از ملودی‌های ترکیبی برای ترومپت، درام به شکل «هال بلین»، مجموعه‌ای از سازهای زهی، سبک و سیاق آوازهای دهه ۶۰ اروپا برای خواننده زن و زیر صدایی از ترومبونها. ترانه‌ای که مقام هفتم را در میان ترانه‌های ایتالیایی رقیب خود از «هیت‌پاراده ایتالیا» کسب کرده بود هشت مدولاسیون برای خواننده زن داشت که در سراسر ترانه کشش موسیقی را حفظ می‌کرد. در طول دهه‌های بعد این ترانه از سوی بسیاری در ایتالیا بازخوانی یا تنظیم مجدد شد. در جشن هفتاد سالگی مینا طبق آماری که از رأی خوانندگان نشریه لا رپوبلیکا برآمد این ترانه با کسب سی هزار رأی بهترین ترانه او لقب گرفت. در سراسر دهه ۶۰ و اویل دهه ۷۰ موریکونه برای هنرمندان بسیاری چون هلن مریل، جانی موراندی، کاترین اسپاک، رناتو راسل، پل آنکا، میری ماتیو، و دمیس روسس ترانه‌هایی تصنیف کرد.
موریکونه به عنوان نوازنده ترومپت در چند ارکستر که به ضبط موسیقی فیلم می‌پرداختند کار می‌کرد. او در مصاحبه‌اش با گاردین در ۲۰۰۱ می‌گوید «بیشتر موسیقی‌های متن فیلم آن زمان بد بودند و من می‌توانستم بهتر از آن‌ها بنویسم. پس از پایان جنگ جهانی دوم صنعت سینما در ایتالیا توانمند شده بود و نئورئالیسم در سینمای ایتالیا فوق‌العاده بود، اما این فیلم‌های خوب موسیقی خوبی نداشتند. من به پول نیاز داشتم و همین علت دیگری بود که به سوی موسیقی فیلم بروم». برخی از این تأثیرهای نئورئالیستی در فیلم‌های لئونه که موریکونه خود نیز در شکل‌گیری آن‌ها نقش بسزایی داشت مشهود است. به‌طور مثال زمانی که شخصیتی در حال پایین آمدن از یک پلکان است اصرار لئونه بر دیده شدن تک‌تک قدم‌های آن شخصیت در کادر تصویر است. مثال دیگری از این شیوه از فیلم‌سازی در خوب بد زشت مشاهده می‌شود. شخصیت «چشم عقابی» در حال وارد شدن به خانه است و به آرامی به سوی میز اتاق غذاخوری قدم برمی‌دارد. در اینجا بینندگان فیلم هر قدمی که او برمی‌دارد را به وضوح می‌بینند. این نشانه‌ای از همان رئالیسمی است که در نماهای بلند و دیالوگ‌های کوتاه به موریکونه فرصت می‌دهد تا به هدفش دست یابد و آن چیزی نیست جز بیشتر و بهتر شنیده شدن موسیقی. تأثیر موسیقی از هر نشانه‌ای در صحنه بیشتر است.
اگرچه ساخته‌های او برای سینما کلیت آثار او را در بر نمی‌گیرد اما از هر نظر که بخواهیم باور کنیم، چه علاقه و چه تأمین مالی، او به سوی عالمی کشیده شد که برای آن از هر چیز بیشتر شهرت یافت و آن موسیقی فیلم است.

#### گروه کنسونانس نو

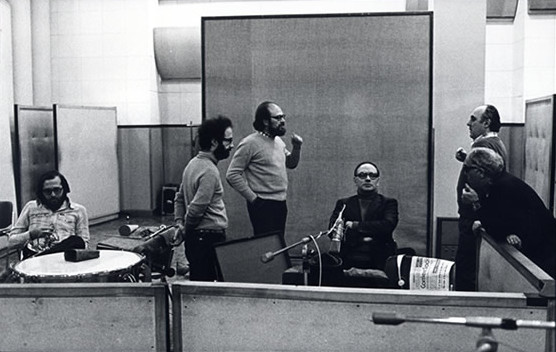
موریکونه در گروه کنسوناس نو (۱۹۷۸)

موریکونه از ۱۹۶۴ به گروهی ملحق شد که به ساخت و اجرای قطعاتی با حال و هوای موسیقی آوانگارد ایتالیا می‌پرداخت. این گروه که «گروه بداهه‌نوازی کنسونانس نو» نام داشت تحت تأثیر آثار آهنگسازان مدرنی مانند لوئیجی نونو و غیره بود. موریکونه تا ۱۹۸۰ از اعضای این گروه موسیقی بود. هدف این گروه که در رم مستقر بودند، پیشرفت بداهه‌نوازی و متدهای جدید موسیقی بود. این گروه در واقع نوعی آزمایشگاه موسیقایی بود که با سیستم‌های ضد موسیقایی و تکنیک‌های مدرن در صدا کار می‌کرد تا موسیقی نوین را دوباره تعریف کند و «کنسونانس‌های جدید» را کشف کند. معروف‌ترین آلبوم این گروه «فید بک» است که در آن جَز آزاد و موسیقی کلاسیک آوانگارد با موسیقی فانک ترکیب شده‌اند. از این آلبوم به‌طور مکرر توسط دی جیهای موسیقی هیپ هاپ اُلگوبرداری شد و از جذاب‌ترین قطعات موسیقی موجود است که حق نشر آن در مزایده قیمتی بیش از ۱۰۰۰ دلار پیدا کرد. موریکونه نقشی کلیدی در گروه ایفا می‌کرد و از اعضای اصلی این گروه تأثیرگذار به‌شمار می‌آمد. علاوه بر نوازندگی ترومپت برای گروه، او اعضای گروه را در موارد زیادی راهنمایی و هدایت می‌کرد که این امر در شمار زیادی از قطعات آن‌ها در دهه ۱۹۷۰ نیز قابل درک است. آن‌ها برای ساخت موسیقی پیشرو مورد تحسین فراوانی قرار گرفتند و از نخستین گروه‌های تجربی آهنگسازی به‌شمار می‌آمدند و تنها رقیب آن‌ها گروه انگلیسی «ای.ام. ام» بود. نفوذ و تأثیر آنان را می‌توان در بداهه‌نوازی‌های گروهی اروپایی از جمله «گروه الکترو-آکوستیک ایوان پارکر»، گروه بداهه‌نوازان سوئیسی «وویس کرک»، جان زورن در تکنیک‌های موسیقی مدرن کلاسیک و گروه‌های آوانگارد جَز شنید. کارهایشان مهارتشان در آهنگسازی را معرفی و اثبات می‌کرد. این گروه از جنبه‌های گوناگون دیگری با موریکونه همکاری داشت و از موسیقی فیلم‌های ایتالیایی ساخته موریکونه در دهه ۶۰ و ۷۰ از جمله «یک جای ساکت خارج از شهر» (۱۹۶۸) و «چشم‌های سرد ترس» (۱۹۷۱) استفاده و آن‌ها را دوباره اجرا کرد.

## موسیقی فیلم

### دهه‌های ۱۹۶۰ و ۱۹۷۰
مهارت و کسب تجربه در حوزه وسیعی از کار موسیقی موریکونه را بر آن داشت که در اوایل دهه ۶۰ به ساخت موسیقی برای فیلم روی آورد. آشنایی او به سازبندی و رهبری موسیقی امکان ساخت نخستین کارهای سینمایی را برای او هموار کرد. با آنکه در آغاز این موسیقی‌ها موفقیت‌های هنری به حساب نمی‌آمدند اما از دیدگاه تجاری با اقبال مواجه شدند. آثار نخستین او و تنظیم آن‌ها تأثیر یافته از حال و هوای ترانه‌هایش بود. استفاده از گیتار الکتریک در موسیقی «خوب بد زشت» و آثار دیگر او مثالی بر این مدعاست.
موریکونه در آغاز کار سینما را با نام‌های مستعار «دان ساویو» و «لئو نیکولز» انجام می‌داد. او ساخت موسیقی فیلم را با فاشیست در ۱۹۶۱ آغاز کرد. این فیلم در ۱۹۶۵ در سینماهای آمریکا اکران شد. «لارنس مک‌دونالد» در مورد ورود او به سینما می‌گوید: «ساخته‌های او برای تئاتر در ایتالیا مقدمات ورود او به عالم سینما را فراهم کرد. پس از کار با لوچانو سالچه در چند نمایش تئاتر، او بود که موریکونه را دعوت کرد تا برای فاشیست موسیقی بسازد».
از دیگر آثاری که وی در آغاز با آن‌ها سینما را تجربه کرد می‌توان به فیلم کمدی موفقیت (۱۹۶۳) به کارگردانی «مائورو موراسی»، مارمولک‌ها (۱۹۶۳) به کارگردانی «لینا ورتمولر» و اسکی مارپیچ (۱۹۶۵) به کارگردانی لوچانو سالچه اشاره کرد.
اگرچه در ابتدا کارهای موریکونه خیلی بارز نبود اما با ورود به سینمای وسترن نام وی بر سر زبان‌ها افتاد. وسترن‌هایی که خصوصیات خود را داشتند و به نام وسترن اسپاگتی شهرت یافتند. این عنوانی بود که منتقدان آمریکایی بر این نوع از سینما نهادند. موریکونه اما دو واژه وسترن و اسپاگتی را ناخوشایند و رنج‌آور برای این فیلم‌ها می‌دانست. این ژانر در میانه دهه ۶۰ به دست سینماگران ایتالیایی چون مایکل کارراس، سرجو لئونه و سرجو کوربوچی ابداع شد و قواعد نوینی برای فیلم‌های وسترن رقم زد. فیلم‌هایی که معمولاً با سرمایه کم شکل گرفتند و زبان آن‌ها نیز ایتالیایی بود.
موریکونه و لئونه در دهه ۱۹۳۰ در یک مدرسه در کنار یکدیگر تحصیلات ابتدایی را گذراندند اما آن‌ها پس از آن دوران دیگر با هم ارتباطی نداشتند. کریستوفر فریلینگ از آغاز همکاری آن‌ها می‌گوید: «زمانی که موریکونه برای موسیقی یک مشت دلار انتخاب شد مشغول نوشتن موسیقی تفنگ‌ها حرف نمی‌زنند (۱۹۶۴) بود. موسیقی آن خیلی جذاب نبود. یک تم با چهار آکورد اصلی داشت که برای ارکستر تنظیم شده بود. از نظر لئونه موسیقی موریکونه تا آن زمان خیلی مناسب کار او نبود اما آرانژمان متفاوت موریکونه برای یک کار بومی آمریکایی به نظر او جذاب آمد و باعث همکاری آن‌ها برای یک مشت دلار شد». از بارزترین خصوصیات کارگردانی لئونه، حضور تعیین‌کننده موسیقی در سکانسهای کلیدی فیلم است. ایده‌های لئونه در زمینه موسیقی فیلم، همانند سبک تصویری و روایی فیلم‌های او نیز متفاوت بود. موریکونه نیز متوجه تفاوت کار او با نمونه‌های دیگر این نوع فیلم‌ها بود؛ بنابراین تلاش کرد از سبک رایج موسیقی فیلم‌های وسترن آن روز متمایز عمل کند.

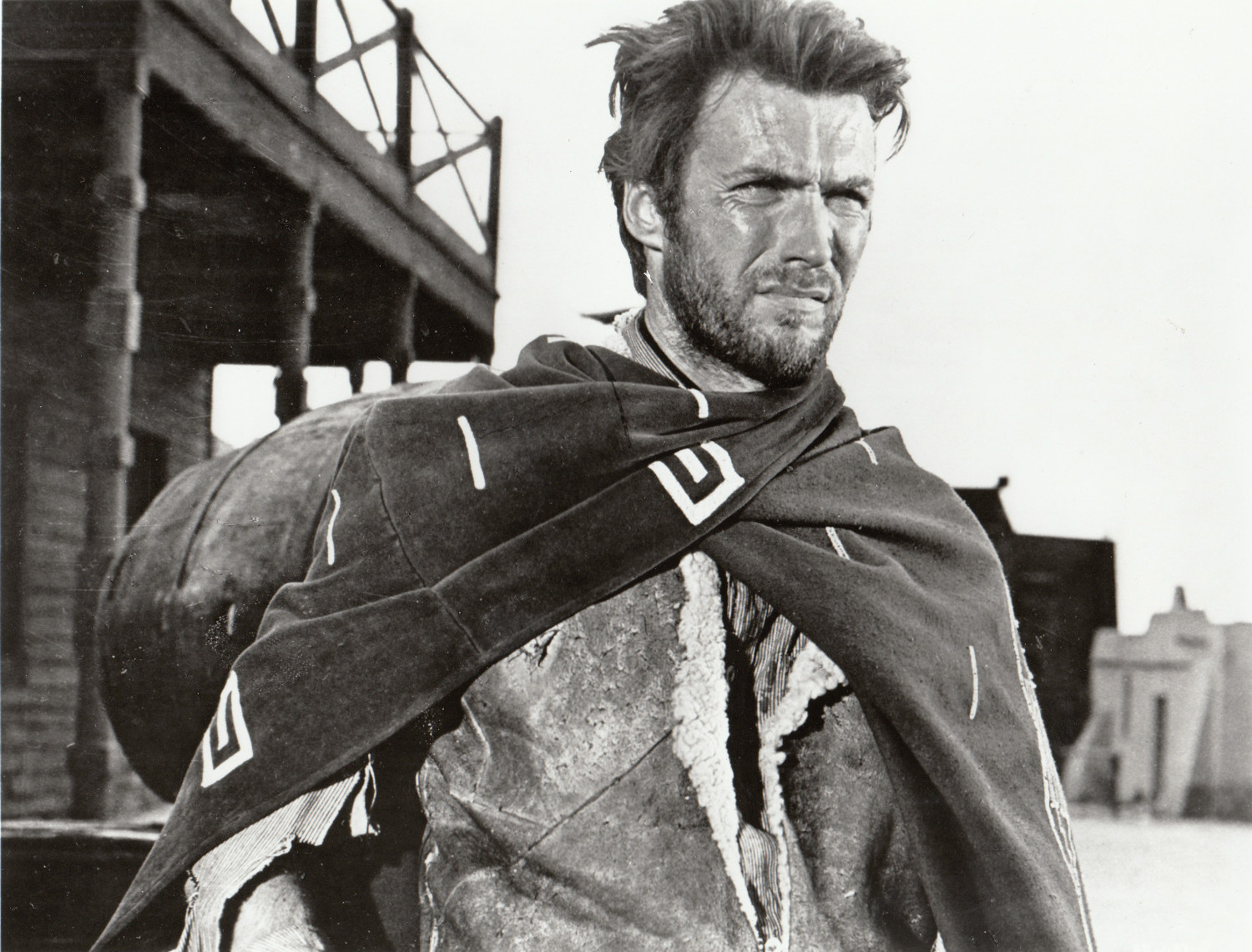
موریکونه با ابزار خاص تأکید و هیجانی مضاعف به سکوت کنایه‌آمیز مردان ایستاده و خاموش سینمای وسترن بخشید (نمایی از یک مشت دلار)

موسیقی موریکونه برای یک مشت دلار کاملاً متفاوت با هر آنچه او پیش از این ساخته بود از آب درآمد. ملودی آن و لحن موسیقی چندان منحصر به فرد نبود اما تنظیم آن بسیار نو و فوق‌العاده بود. از آن‌جا که فیلم بودجه اندکی داشت، موریکونه نمی‌توانست از یک ارکستر بزرگ برای ضبط موسیقی استفاده کند؛ بنابراین ترجیح داد به‌جای ساختن یک اثر ارکسترال بزرگ به سبک آثار آهنگسازانی چون دیمیتری تیومکین یا المر برنشتاین، با افکت‌های صوتی مانند صدای تیر تفنگ‌ها، نعره آدم‌ها، صدای تازیانه، صدای سوت، زنبورک، سازهای بومی سیسیلی، ترومپت‌ها و گیتار الکتریک که در آن زمان تازگی بیشتری داشت سعی در رفع این محدودیت‌ها کند. اگرچه این موسیقی مقداری عجیب و غریب می‌آمد اما تصور و تخیل لئونه را با موسیقی خود محقق می‌نمود. نمایاهای نزدیک و به یاد ماندنی سرجو لئونه، خشونت تند و تیز و کمدی تهدیدآمیز او به موریکونه کمک کرد تا ایده‌های موزیکال ممکن در هنر موسیقی فیلم را تا آنجا که ممکن بود توسعه دهد. لئونه سبک کار موریکونه را پسندید و همکاری آن‌ها پس از این فیلم نیز ادامه پیدا کرد. موریکونه دربارهٔ چگونگی این همکاری گفته‌است: «او خیلی به موسیقی علاقه‌مند نبود و شناخت چندانی هم از موسیقی نداشت. اما دقیقاً می‌دانست چه می‌خواهد. من فیلم‌های او را تماشا می‌کردم و موسیقی مناسب فیلم را پیشنهاد می‌کردم. معمولاً وقتی قطعه‌ای را برای او می‌نواختم همان را انتخاب می‌کرد. اما تردید و دودلی جزء لاینفک وجود لئونه بود و همواره پس از پایان ساخت موسیقی متن فیلم دربارهٔ آن دچار شک و تردید می‌شد. او موسیقی را بخش مهم فیلم‌هایش می‌دانست و صحنه‌های ساده‌ای را برای آن‌ها انتخاب می‌کرد. بر ادامه موسیقی در جریان نمایش فیلم اصرار می‌ورزید و به همین جهت اغلب صحنه‌های فیلم هماهنگ با سبک موسیقی پیش می‌رفت».
موریکونه در برهه نوشتن پارتیتور یک مشت دلار همکاری بلند مدتی را با دوست دوران کودکیش الساندرو الساندورینی آغاز می‌کرد. الساندورینی در بسیاری از آثار او ماهرانه سوت می‌زد و گیتار می‌نواخت و با آنسامبل «کانتوری مدرنی»، که خودش پایه‌گذار آن بود، به همکاری با آهنگساز پرداخت. کانتونی مدرنی دسته‌ای از خوانندگان کر زن بودند که موریکونه تکخوان سوپرانوی آن «اِدا دل‌اورسو» را می‌ستود و از آن به صدایی شگفت‌انگیز در آثارش یاد می‌کرد.
برای فیلم خوب بد زشت آن‌ها پیش از آغاز تصویربرداری فیلم مدت‌ها دربارهٔ موسیقی آن بحث کردند و موریکونه بسیاری از قطعات را پیش از آغاز فیلم‌برداری ساخت. لئونه نیز برای تقویت حس بازیگران و رسیدن به ریتم تصویری مناسب، این آهنگ‌ها را زمان فیلم‌برداری پخش می‌کرد. به این ترتیب ریتم حرکت دوربین و بازیگران هماهنگی بسیار دقیقی با ریتم موسیقی موریکونه پیدا کرد. تم اصلی فیلم، یک ملودی با نت‌های اندک است که با الهام از صدای گرگ وحشی صحرایی ساخته شده که در همان نمای نخست فیلم دیده می‌شود. حیوانی که در میان خرابه‌ها پرسه می‌زند و زوزه می‌کشد.

تم اصلی موسیقی خوب بد زشت که موریکونه آن را با الهام از زوزه گرگ صحرایی نوشت.

موریکونه برای توصیف هر یک از شخصیت‌های اصلی فیلم، تم اصلی را با یک ساز جداگانه اجرا کرده‌است. به‌طور مثال برای شخصیت کلینت ایستوود یا «بلوندی» از فلوت پیکولو، برای لی وان کلیف یا «انجل آیز» از اوکارینا و برای ایلای والاک از نعره انسان سود برده‌است. این تم که بارها در فیلم شنیده می‌شود از توجه بیشتری نزد سینماروها برخوردار شد و بعدها الهام بخش گروه‌های موسیقی چون رولینگ استونز و گروه‌های راک و پانک مانند متالیکا شد. استفاده موریکونه از گیتار اسپانیایی، شکل باورپذیرتری به فضای مکزیکی فیلم بخشیده‌است. «پادره رامیرز»، قطعه آرامی است که بر پایه تم اصلی نوشته شده و با گیتار اسپانیایی نواخته می‌شود. یکی از ویژگی‌های منحصر به فرد موسیقی فیلم خوب بد زشت، صدای سوت جان اونیل است که موریکونه از آن به عنوان یک ساز استفاده کرده‌است. این ساز بر روی نماهای باز از صحرا که سوارکار تنهایی در آن می‌راند شنیده می‌شود. موسیقی موریکونه مانند شکل داستان و شخصیت‌های لئونه ساده هستند. او در ساخت موسیقی خوب بد زشت از سازدهنی نیز استفاده کرده‌است. «مارستا» قطعه آرامی است که با سازدهنی نواخته می‌شود. داستان خوب بد زشت در پس زمینه جنگ‌های داخلی آمریکا اتفاق می‌افتد. در صحنه‌ای از فیلم کلینیت ایستوود و الی والاک در مسیرشان با یک سرباز زخمی که در حال مرگ است مواجه می‌شوند. همدردی ایستوود با این سرباز، نشان‌دهنده قلب رئوف او، علی‌رغم ظاهر خشن و بی‌رحم او است. موریکونه قطعه «مرگ سرباز» را برای این صحنه ساخته که با یک آواز کر مردانه شروع می‌شود و با ساز دهنی همراه است. موسیقی او با آخرین نفس‌های سرباز در حال مرگ همنوایی می‌کند. در پایان فیلم صحنه دوئلی سه نفره در گورستان دیده می‌شود. آهنگساز در این صحنه با ترکیب گیتار الکتریک و اسپانیایی و سازهای بادی و زهی، موسیقی دراماتیکی ساخته که به روح فیلم لئونه و شخصیت‌های فیلم‌های او نزدیک است. موسیقی‌ای که با شلیک نخستین گلوله متوقف می‌شود.
از شاخص‌ترین آثار دیگر انیو موریکونه در همکاری با لئونه اثر سینمایی روزی روزگاری در غرب است. فیلمی محصول ۱۹۶۸ با بازی هنری فوندا، چارلز برانسون و کلودیا کاردیناله. داستان یک غریبه اسرارآمیز که با یک سازدهنی در دست وارد شهر می‌شود و به گروهی بدنام می‌پیوندد، اما هدفش دفاع از بیوه‌ای است که خانواده‌اش را به قتل رسانده‌اند. موریکونه با قطعاتی هماهنگ قاب‌های ویژه لئونه و حرکت دوربینش را در احاطه خود گرفته و در تکامل مجموعه اثر کوشاست. موسیقی او کاملاً متناسب با روایت اسطوره‌واری است که لئونه در فیلمش دارد. آهنگساز در اینجا صدای غرب وحشی را گسترش می‌دهد. ضرب‌های پر ارتعاش گیتار الکترونیک حکم قاضی را در صحنه‌ها دارد و ریتمی که نقش تنفس میان صحنه‌های پر هیجان و خشن فیلم را بازی می‌کند.
محبوبیت آثار موریکونه تا بدانجا پیش رفت که وی طی دهه‌های ۱۹۶۰ و ۱۹۷۰ بیش از ۳۰ اثر بلند در ژانر وسترن اسپاگتی به کارنامه کاری خود افزود. وسترن‌هایی که از آن‌ها می‌توان گرینگو (۱۹۶۳)، ششلولی برای رینگو (۱۹۶۵)، بازگشت رینگو (۱۹۶۵)، هفت تپانچه برای خانواده مک‌گرگور (۱۹۶۶)، تپه‌های سرخ (۱۹۶۶)، گلوله‌ای برای ژنرال (۱۹۶۶)، مرگ، سوار بر اسب می‌تازد (۱۹۶۷)، تِپِپا (۱۹۶۸)، توپ‌های سان سباستین (۱۹۶۸)، سقفی از آسمان پر ستاره (۱۹۶۸)، ارتش پنج نفره (۱۹۶۹)، دو قاطر برای خواهر سارا (۱۹۷۰)، و رفیق به غرب می‌رود (۱۹۸۱) را نام برد. بخش قابل توجهی از آثار موریکونه در دهه ۱۹۶۰ برآمده از سینمایی به غیر از ژانر وسترن بودند؛ نظیر نبرد الجزایر (۱۹۶۶)، پرنده‌های بزرگ و پرنده‌های کوچک (۱۹۶۶)، ال گرکو (۱۹۶۶)، گالیلئو (۱۹۶۸) و دسته سیسیلی‌ها (۱۹۶۹).
دسته سیسیلی‌ها فیلمی از آنری ورنوی با نقش‌آفرینی شماری از بهترین بازیگران سینمای فرانسه چون آلن دلون و ژان گابن است. از آن فیلم‌های مردانه که باز هم به طبع خاص موریکونه می‌خورد؛ یعنی ترکیبی از خشونت و احساسات که ورنوی فرانسوی هم در فیلم‌هایش این دو را با هم ترکیب می‌کند. داستان گنگستر جوانی که نقشه سرقت یک الماس قیمتی را می‌کشد و یک کمیسر پلیس مصمم که قدم به قدم در تعقیب این ماجرا است. تم محزونی که موریکونه برای این فیلم ساخته‌است بیش از اندازه سانتیمانتال به نظر می‌رسد. موریکونه با چند نت ساده تم اصلی دسته سیسیلی‌ها را نوشته‌است و از دل چنین سادگی یک ملودی با سازبندی قابل توجه‌ای بیرون می‌آورد.
موریکونه در این دهه همکاری با ماریو باوا را نیز در فیلم خطر: دیابولیک (۱۹۶۸) تجربه کرد. او در طول سالیان پیش رو برای بسیاری از فیلم‌های دیگر سینمایی نیز موسیقی نوشت که شاید شهرت برخی اسپاگتی وسترن‌های زبانزد را نداشت اما او را به یکی از پرکارترین آهنگسازان تاریخ سینما بدل کرد.
موریکونه مشغولیت‌های دیگر را کاهش داد و معطوف به سینما شد آنچنان که در یک سال بیش از ۲۰ اثر بلند سینمایی با موسیقی او به روی پرده سینماها رفت. در ۱۹۷۰ موریکونه برای «شهر خشونت» موسیقی نوشت. در همان سال برای نخستین‌بار جایزه سینمای ایتالیا، روبان نقره‌ای را برای موسیقی فیلم «یک شب در شام» دریافت کرد و سال بعد مجدداً همین جایزه را برای فیلم ساکو و وانزتی کسب کرد که این فیلم همکاری میان او و خواننده آمریکایی، جوآن بائز را به یادگار گذاشت. در ۱۹۷۳ برای فیلم جنایی «هفت‌تیر» موسیقی نوشت و سرانجام در ۱۹۷۹ برای نخستین‌بار نامزد جایزه اسکار برای موسیقی روزهای بهشت شد.

 به ندرت می‌توان میان فیلم‌های معروف سینمای ایتالیا که در دهه‌های ۱۹۶۰ و ۱۹۷۰ ساخته شده‌اند نمونه‌هایی را یافت که انیو موریکونه در جریان شکل‌گیری موسیقی آن‌ها حضور یا نقشی نداشته‌است.

— برناردو برتولوچی (به بیان طنز)
از آثار سینمایی او در این سال‌ها می‌توان مارمولک‌ها (۱۹۶۳)، سپاسگزارم، خاله (۱۹۶۸)، از همسایه خود بدزد (۱۹۶۸)، پرنده‌ای با بال‌های بلورین (۱۹۷۰)، مِتلو (۱۹۷۰)، کالیفا (۱۹۷۰)، جزئیات بازی (۱۹۷۰)، دکامرون (۱۹۷۱)، بطن سیاه رتیل (۱۹۷۱)، زندگی گاهی سخته، درسته پراویدنس؟ (۱۹۷۲)، مرشد و مارگاریتا (۱۹۷۲)، چه بر سر سولانژ آوردی؟ (۱۹۷۲)، به من می‌گویند هیچ‌کس (۱۹۷۳)، دجال (۱۹۷۴)، راز (۱۹۷۴)، آلونسانفان (۱۹۷۴)، چشم گربه (۱۹۷۵)،، داستان‌های زندگی و جنایت (۱۹۷۵)، ۱۹۰۰ (۱۹۷۶)، ارث (۱۹۷۶)، و آگنس مرگ را برگزید (۱۹۷۶)، صحرای تاتارها (۱۹۷۶)، سالو یا ۱۲۰ روز در سودوم (۱۹۷۵)، آخرین روزهای موسولینی (۱۹۷۵)، لیبرا، عشق من (۱۹۷۵)، اُرکا (۱۹۷۷)، جن‌گیر ۲: مرتد (۱۹۷۷)، هولوکاست ۲۰۰۰ (۱۹۷۷)، هیولا (۱۹۷۷)، کورلئونه (۱۹۷۸)، علف‌زار (۱۹۷۹)، وراثت (۱۹۷۹)، قفسی برای دیوانگان (۱۹۷۹)، و لونا (۱۹۷۹؛ به کارگردانی برناردو برتولوچی) را نام برد.
ای مثل ایکاروس فیلمی دیگر از آنری ورنوی و محصول ۱۹۷۹ است. موسیقی موریکونه روی این اثر حال و هوایی دلهره‌آور و غریب دارد که آشکارا با داستان فیلم پیوند می‌یابد. شخصیت اصلی با بازی ایو مونتان کسی است که از روند محاکمه عامل ترور رئیس‌جمهور راضی نیست. او که دادستان کل است یک هیئت تحقیق تشکیل می‌دهد اما وقتی به حقیقت نزدیک می‌شود او را هم ترور می‌کنند. کل داستان فیلم از داستان اساطیر یونان گرفته شده که وقتی ایکاروس زیاد به خورشید نزدیک شد، بال‌هایش ذوب شدند و به زمین سقوط کرد. موسیقی موریکونه برای این فیلم دارای نقشی مؤثر و منطبق با جریان اثر است. به خصوص تمی که بر روی نمای پایانی شنیده می‌شود؛ این قطعه یک موومان تکرار شونده دارد و قطعات کوتاه دیگری که در هم ترکیب شده‌اند و در نهایت وقتی سازهای زهی وارد می‌شوند موسیقی به گونه‌ای خودنمایی می‌کند که در خاطر شنوندگان باقی می‌ماند. آنری ورنوی از آن فیلمسازان فرانسوی بود که به سبک آمریکایی فیلم می‌ساخت و همکاریش با موریکونه نتیجه رضایت بخشی داشت.
موریکونه طی دهه ۷۰ برای مجموعه‌های تلویزیونی متفاوتی چون ویرجینیایی (۱۹۷۱)، موسی (۱۹۷۴)، و فضا: ۱۹۹۹ (۱۹۷۵)، نیز موسیقی نوشت.

### دهه‌های ۱۹۸۰ و ۱۹۹۰
در سال ۱۹۸۰ موریکونه برای دنبالهٔ فیلم قفسی برای دیوانگان (یعنی قفسی برای دیوانگان ۲) و در سال ۱۹۸۳ برای هوندرا موسیقی ساخت. در ۱۹۸۴ بار دیگر با لئونه و در روزی روزگاری در آمریکا به همکاری پرداخت. این بار لئونه سراغ سوژه‌ای خشونت‌بار رفت که مایه‌های رمانتیک قوی‌تری نسبت به فیلم‌های قبلی‌اش داشت. یک گنگستر سابق به محله قدیمیش در قسمت فقیرنشین منهتن بازمی‌گردد و در آنجا خاطرات سابق برایش مرور می‌شود. وجوه گوناگونی در داستان آن است که به موسیقی آن نزدیک است. از قهرمانی گرفته تا عشق، از خشونت تا مبارزه؛ موسیقی موریکونه برای این فیلم بغض آشکاری دارد. این قطعات وجه روایی کار را تشدید می‌کنند. «آماپولا» تم اصلی موسیقی این فیلم است که با اجراهای گوناگون در سکانس‌هایی از فیلم شنیده می‌شود و حال و هوای ویژه‌ای دارد. ملودی با تمپوی آرام و با حضور سازهای زهی حسی نوستالژیک یافته و به نوعی از مد افتاده‌است. این سازبندی و همه حس نستالژیک آن مدیون وسیله‌ای کوچک است، «سوردین». سوردینها صدایی آسمانی به قطعه می‌بخشند.
موریکونه در موسیقی این فیلم توانسته فرم موسیقی‌اش را چنان به فیلم سنجاق کند که جدایی بخشیدن میان فیلم و موسیقی را سخت می‌توان تجسم کرد. سازبندی‌اش صدایی تأثیر گذار به گوش می‌رساند. پیش‌زمینه‌سازهای زهی هستند و کلیه سازهای دیگر به پس‌زمینه منتقل می‌شوند. سازبندی اثر همچون ارکستر پائولو مانتوانی در دهه ۱۹۳۰ است. تم دیگر فیلم، «تم دبورا» طنین عشق و ستایش است. مهم‌ترین خصوصیت این تم کنترپوان آن برای سازهای زهی است. زهی‌های سوردیندار و انگشت‌های نوازندگان این قطعه را به آرامی و با لطافت در همراهی با تکخوان کُر زن می‌نوازند. روزی روزگاری آمریکا، در کلیت فیلمی تأثیرگذار است اما موسیقی موریکونه به لحاظ زیبایی‌شناسی یک اثر رومانتیک مستقل است که بدون فیلم به یادگار می‌ماند. روزی روزگاری در آمریکا به دلیل طولانی بودن زمان فیلم برای نمایش در آمریکا دچار تدوین مجددی شد که اثرگذاری فیلم را کاهش داد و سبب شد فیلم از جوایز اسکار بی‌نصیب بماند. در ابتدا لئونه فیلمی به طول ده ساعت تهیه کرده بود که پس از چند مرحله حذف و با ادغام برخی صحنه‌ها که به عقیده خودش برای فیلم ضروری بودند به چهار ساعت کاهش پیدا کرد. اما استودیوی فیلمسازی باز هم به این کاهش دقایق رضایت نداد و با استخدام زک استینبرگ در حدود چهل و پنج دقیقه دیگر از این فیلم را نیز کوتاه کردند. پس از آن که نسخه دو ساعته به جای نسخه چهار ساعته به سینماهای آمریکا راه یافت، این فیلم مورد استقبال واقع نشد و موفقیتی نیز در اسکار کسب نکرد. موریکونه برای روزی روزگاری در آمریکا نامزد جایزه گلدن گلوب و برنده جایزه بفتا در بخش بهترین موسیقی فیلم سال شد اما موسیقی او جهت ارزشیابی به آکادمی ارائه نشد و اسکار آن سال به موریس ژار برای گذری به هند تعلق گرفت. امروز این باور در برخی وجود دارد که روزی روزگاری در آمریکا چکیده زبردستی و هنرمندی انیو موریکونه است.

«جرمی آیرونز» در حال نواختن تم «اُبوای گابریل» (نمایی از مأموریت)

موریکونه در ۱۹۸۶ از سوی رولند جافه به همکاری برای فیلم مأموریت دعوت شد. فیلمی با بازی رابرت دنیرو و جرمی آیرونز در نقش دو مبلغ مسیحیت در آمریکای جنوبی. موسیقی فیلم از مهم‌ترین عوامل اثرگذاری فیلم است. موریکونه در ابتدا تصمیم نداشت برای آن موسیقی بنویسد. پس از آنکه به دیدن راف‌کات فیلم رفت احساس کرد که فیلم نیازی به موسیقی ندارد و بر این باور بود که بدون موسیقی زیباتر خواهد بود. سازندگان فیلم اما مصر بودند تا موریکونه برای آن موسیقی بنویسد و او نیز پذیرفت. موسیقی‌ای که او برای فیلم نوشت بر پایه سه تم اصلی گسترش پیدا کرد. نخستین تم، تم «آبشار»، تمی ساده، شامل چهار نُت بود که هر کدام با هارمونی متفاوتی تکرار می‌شد. این تم گاهی با یک ساز تنها مانند ابوا یا پن فلوت و جای دیگر توسط دستهٔ کاملی از سازهای زهی اجرا می‌شود. تم دوم با عنوان «اُبوای گابریل» که به صورت آکاپلا نیز تنظیم شده در صحنه‌ای از فیلم، کشیش آن را با یک ابوا برای تحریک بومیان منطقه می‌نوازد. این تم ملودی آزاد و سیالی است اما بدون شکل و فرم نیست. از هارپسیکورد نیز برای همراهی این ملودی استفاده شده‌است؛ و سومین تم، با عنوان «بر روی زمین، نظیر آنچه در بهشت است» تمی است که توسط کُر اجرا می‌شود. موریکونه گفته‌است برخی به هنگام شنیدن آن شباهتی میان آن و کارمینا بورانا احساس کرده‌اند. او می‌گوید «وقتی آن را با آن صدای رسای هم‌سرایان و استاکاتوها می‌شنوند تصور می‌کنند کارمینا بورانا است. آن‌ها آدم‌های ناشنوایی هستند که به قدر کافی موسیقی را درک نمی‌کنند». در نظر بسیاری مأموریت یکی از تأثیرگذارترین آثار موریکونه است. بسیاری که علاقه‌مند موسیقی فیلم نبوده‌اند از آن استقبال کرده‌اند. سرجو لئونه دربارهٔ مأموریت گفته‌است «این همانند یک مَس است». آهنگساز تصدیق می‌کند «این موسیقی تقریباً نمایانگر کاملی از شخصیت من است». موریکونه برای مأموریت نامزد بهترین موسیقی اسکار شد اما جایزه به فیلم دیگری تعلق گرفت. سالیان بعد اما، بنیاد فیلم آمریکا در «۱۰۰ سال موسیقی فیلم بنیاد فیلم آمریکا»، موسیقی مأموریت را در زمره برجسته‌ترین موسیقی‌های سده بیستم سینمای آمریکا به‌شمار آورد. همواره برخی از بی‌عدالتی در جوایز اسکار شکوه کردند. شاید موسیقی مأموریت نیز نمونه‌ای از همان دسته باشد و عدم موفقیتش در آن رقابت نیز می‌تواند یکی از مهم‌ترین دلایل اهدای جایزه افتخاری اسکار به موریکونه در سال‌های بعد شمرده شود.
در ۱۹۸۷، برایان دی پالما ساخت موسیقی تسخیرناپذیران را به موریکونه واگذار کرد. این یکی از سه کار مشترک میان موریکونه و دی پالما تا امروز است. موریکونه اکنون با نامزدیش در اسکار سال گذشته به رشد و محبوبیت مکفی در میان استودیوهای فیلم‌سازی آمریکا دست یافته بود و دهه ۱۹۸۰ سال‌هایی بود از حضور پر رنگ و موفقیت‌آمیز او در عرصه هنر موسیقی فیلم و تسخیرناپذیران یکی از برجسته‌ترین آثارش از این سال‌هاست. اثری کاملاً ارکسترال، نیرومند، پرشور و نترس. تسخیرناپذیران را می‌توان اثری دید که موریکونه را به آهنگسازی غافلگیر کننده در باورها مبدل می‌نماید. نقطه آغاز اثر در واقع در پایان آن رخ می‌دهد و آن تم اصلی است؛ تمی با نام تسخیرناپذیران، شکوهی از هیجان. یک ارکستر کاملاً آمریکایی، در سه دقیقه مسیری را طی می‌کند تا در انتها جهانی را در آغوش می‌کشد. هیاهویی از سازهای بادی برنجی، زهی‌ها می‌رقصند، و آکسان‌های بادی‌های چوبی که چه موزون هستند. عجیب اینجاست که موریکونه ابداً این قطعه را دوست ندارد. او در مصاحبه‌ای با آدام سوئیتینگ در سال ۲۰۰۱ می‌گوید: «دی پالما بود که از من خواست قطعه‌ای پیروزمندانه برای پلیس قصه‌اش بسازم»؛ موریکونه در ابتدا تمایلی به این کار نداشت. او در مجموع ۹ قطعه موسیقی متفاوت را به‌طور کامل نوشت و سپس از دی پالما درخواست کرد که قطعهٔ هفتم را انتخاب نکند چون به باورش بدتر از همه بود. دی پالما گفت قطعه هفتمی که ساخته‌ای تسخیرناپذیران خواهد شد. پس از اکران فیلم، آکادمی در شصتمین دوره جوایز اسکار موریکونه را نامزد دریافت اسکار بهترین موسیقی فیلم اعلام کرد.
در ۱۹۸۸ موریکونه نخستین تجربه همکاریش با جوزپه تورناتوره را تجربه کرد. اثری که سینما پارادیزو نام گرفت و یک عاشقانه بود. او وظیفه نوشتن موسیقی فیلم را با فرزندش آندره‌آ موریکونه به اشتراک گذاشت. موریکونه به سبب محبوبیتش در سینمای اروپا نخستین انتخاب تورناتوره برای ساخت موسیقی این فیلم بود. او پس از تماشای فیلم متوجه شد که قصه از زوایای دیگری نیز قابل توجه است. در حقیقت سینما پارادیزو صرف نظر از اینکه یک داستان مستقل داشت، یک بیوگرافی از کارگردان نیز در آن قابل مشاهده بود؛ بنابراین موریکونه موسیقی‌ای برای فیلم در نظر گرفت تا بتواند به محتوا و مفاهیم آن نزدیک‌تر شود. سازهای بادی چوبی، پیانو، چلستا و ساکسوفون آلتو بخش گسترده‌ای از تکنوازی موسیقی فیلم را بر عهده دارند و توصیف‌گر سه عنصر اصلی فیلم هستند؛ نوستالژی، عشق و دلتنگی. موسیقی سه تم اساسی دارد. «تم اصلی» که نوستالژی فراوانی با خود دارد ملودی ده صدایی رومانتیکی است که سازهای زهی، پیانو و ساکسوفون آلتو آن را اجرا می‌کنند. تم دیگر، تم «توتو و آلفردو» تم معروفیست؛ تم شخصیت اصلی فیلم، «سالواتوره دی ویتا» یا همان «توتو» که هویت او با آن معنا می‌شود. این تم با چلستا، فلوت و سازهای زهی اجرا شده و بازتاب روحیه سر زنده و کودکانه اوست. برجسته‌ترین تم اثر، «تم عشق» است. تمی که ساخته جوان‌ترین پسر انیو موریکونه، آندره‌آ است. این تم، عشق میان سالواتوره و اِلنا است. تمی که به سبک رومانتیک توسط ساکسوفون آلتو، فلوت، پیانو و جمعی از سازهای زهی در اثر شنیده می‌شود. پس از نمایش عمومی فیلم، موریکونه و آندره‌آ برای موسیقی سینما پارادیزو موفق به دریافت جایزه بفتای بهترین موسیقی فیلم شدند و فیلم سینما پارادیزو جایزه بهترین فیلم خارجی زبان را در شصت و دومین دوره جوایز اسکار به دست آورد.
در دهه ۱۹۸۰ موریکونه تمی با عنوان کی مای نوشت که در انگلستان بر بالای جدول فروش قرار گرفت و در چند فیلم و سری تلویزیونی نیز شنیده شد. موریکونه و فرزندش در اواخر دهه ۱۹۹۰ برای درام جنایی «نهایت» نیز مجدداً با یکدیگر به همکاری پرداختند. از دیگر آثار قابل توجه وی از دهه ۸۰، فیلم موجود، اثری ترسناک و علمی تخیلی به کارگردانی جان کارپنتر است. موریکونه در این سال‌ها برای مجموعه‌های تلویزیونی مارکو پولو (۱۹۸۲)، سرخ و سیاه (۱۹۸۳)، بی‌تفاوت‌ها (۱۹۸۸) و نامزد (۱۹۸۹) نیز موسیقی ساخت.
در دههٔ ۹۰ موریکونه برای فیلم‌های بسیاری موسیقی نوشت؛ هملت (۱۹۹۰)، باگزی (۱۹۹۱)، پول (۱۹۹۱)، در خط آتش (۱۹۹۳)، تشریفات ساده (۱۹۹۴)، افشاگری (۱۹۹۴)، گرگ (۱۹۹۴)، ستاره‌ساز (۱۹۹۶)، لولیتا (۱۹۹۷)، دور برگردان (۱۹۹۷)، ماریانا اوکریا (۱۹۹۷)، شبح اپرا (۱۹۹۸)، بول‌ورث (۱۹۹۸) و اِستر (۱۹۹۹) از آثار این سال‌های اوست.

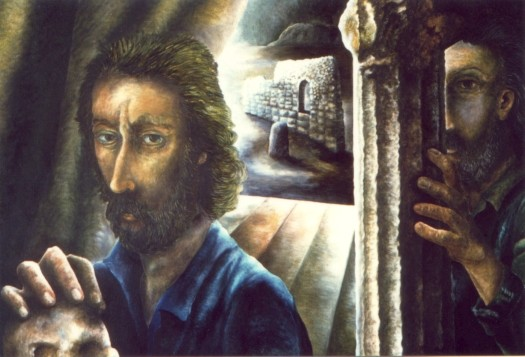
نمایی از «هملت»، ساخته فرانکو زفیرلی

هملت تنها همکاری او با فرانکو زفیرلی بود. موسیقی موریکونه برای هملت یک تلفیق کمتر شنیده شده موسیقی تئاتری و دایجتیک است. موسیقی فیلم با فانفاری کش‌دار از بادی‌های برنجی آغاز می‌شود که در زمینه آن ساز پیانو قرار دارد. وقتی دوربین از عنوان‌بندی فیلم به منظره‌ای از هلسینگور و حاضران صحنه تغییر نما می‌دهد، برنجی‌ها و پیانو جای خود را به ارگان و بازی پدال‌های آن می‌دهند. در سراسر فیلم موریکونه برنجی‌ها را مجسم‌کننده روحیه سلطنت، کلودیوس و ملکه گرترود قرار داده‌است و سازهای چوبی، پیانو و پرکاشن برای آنچه از هملت دیده می‌شود. موسیقی‌شناس کندرا پرستون لئونارد نوشته‌است «برای شنونده ساده این ترکیب جذاب نیست اما برای شنونده‌ای با تجربه می‌تواند برای یک فیلم دراماتیک به کار رود». موریکونه یک تم جداگانه به هملت اختصاص داده‌است. تنها قطعه غیر دیاتونیک در فیلم، انزوای خودخواسته هملت و غرابت او از دربار را نشان می‌دهد و به مثابه مبارزه او و برخاستن علیه قاتل پلید پدرش و برهم زدن رابطهٔ میان مادر و عمویش فراز و فرود یافته‌است.
موریکونه در ۱۹۹۹ دیگر بار برای فیلمی از تورناتوره با عنوان افسانه ۱۹۰۰ موسیقی ساخت. موسیقی او برای این فیلم آمیخته با موسیقی جاز و نزدیک به موسیقی جرج گرشوین است. این موسیقی با «تم ۱۹۰۰» آغاز می‌شود و در آن جهان گذشته به دنیای امروزی پیوند می‌یابد. «افسانه پیانیست» از قطعات دیگر این اثر است که فاستو آنزلمو ویولا و جیانی اودی ساکسوفون سوپرانوی آن را نواختند و با ارکستر کاملی از زهی‌ها و بادی‌های برنجی صدایی پر طنین و حسی فراگیر دارد. جاز یکی از مهم‌ترین نشانه‌های این اثر موریکونه است و در نوشتن قطعات آن آمِدو توماسی نیز سهیم بوده‌است. پیانویی که در قطعات کلاسیک آن شنیده می‌شود نیز نواختهٔ جیلدا بوتا است.

### ۲۰۰۰ به بعد
از مهم‌ترین آثار موریکونه در دهه بعد موسیقی او برای مالنا بود. او برای آن نامزد جایزه اسکار، گلدن گلوب و دیوید دی دوناتلو شد. موسیقی مالنا برای یک ارکستر متشکل از سازهای پاپ تنظیم شده بود. در طول این اثر موسیقی از تم‌های ساده و مارش کُمیک به موسیقی سمفونیک تاریک و تراژیکی تغییر می‌یابد. طبق معمول موریکونه تنظیم و ارکستراسیون آن را نیز خود بر عهده داشت. در فیلم، «مالنا» زن جوانی است که موریکونه زیبایی او را با ملودی عاشقانه‌ای به تصویر کشیده‌است. در لحظاتی زمانی که مالنا در حال قدم برداشتن در برابر نگاه‌های محلی است موریکونه مارش کمیکی برای آن نوشته‌است که با ریتم قدم‌های او هماهنگ است. موریکونه تم محبت‌آمیزی نیز برای شخصیت «رِناتو»، پسر بچه ۱۳ ساله فیلم نوشته‌است و با آن عشق و اشتیاق ناامیدانه او به مالنا را که مانند سایه به دنبال اوست توصیف کرده‌است. به مانند دیگر آثار او موسیقی مالنا زمانی که جدا از فیلم شنیده می‌شود به ویژه برای تم اصلی آن شنیدنی است. تغییرات فضای دراماتیک فیلم که از قلب داستان برآمده‌است مجال آن را برای موریکونه پیش آورد تا تنوع کافی را به موسیقی آن نیز ببخشد.
موریکونه پس از مالنا ساخت موسیقی برای فیلم‌هایی چون مأموریت به ماه (۲۰۰۰)، وتل (۲۰۰۰)، بازی ریپلی (۲۰۰۲)، سنسو ۴۵ (۲۰۰۲)، ۷۲ متر (۲۰۰۴)، بی‌سرنوشت (۲۰۰۵)، کارول: مردی که پاپ شد (۲۰۰۵)، زن ناشناس (۲۰۰۶)، بارتالی: مرد آهنین (۲۰۰۶)، شیاطین سن پترزبورگ (۲۰۰۸)، باریا (۲۰۰۹)، و بهترین پیشنهاد (۲۰۱۳) را بر عهده داشت. او برای موسیقی بهترین پیشنهاد برنده جوایزی چون تندیس فیلم اروپا، جایزه دیوید دی دوناتلو و روبان نقره‌ای شد.
سال ۲۰۱۵ زمانی بود که موریکونه نخستین همکاریش با کوئینتین تارانتینو را تجربه کرد. این فیلم که هشتمین فیلم تارانتینو بود با عنوان هشت نفرت‌انگیز فیلمی در گونه وسترن با محتوایی خشن و در عین حال دارای نشانه‌های کمیک است. تا پیش از این معمولاً تارانتینو از موسیقی اورجینال در فیلم‌هایش استفاده نمی‌کرد. زمانی که پیشنهاد ساخت موسیقی آن را به موریکونه دادند او علی‌رغم نارضایتی‌هایی که از گذشته با تارانتینو داشت آن را پذیرفت. هشت نفرت‌انگیز بازگشت موریکونه به ژانر وسترن پس از زمانی بیش از ۳۰ سال بود. او با الهام از فیلم‌نامه حدود ۶۰ دقیقه موسیقی برای فیلم نوشت و آن را در پراگ همراه با «ارکستر سمفونیک ملی چک»، ارکستری که اجرا و ضبط موسیقی موریکونه برای فیلم بهترین پیشنهاد (به کارگردانی تورناتوره) را نیز برعهده داشت ضبط کردند. جلسات ضبط موسیقی در ژوئیه ۲۰۱۵ آغاز شد و طی سه روز انجام شد. تارانتینو نیز در این ضبط سه روزه حضور داشت. سازبندی آن متشکل از حضور پر رنگ باسون، کنترباسون، توبا، ترومپت، و صداهایی سرد از سازهای زهی است.

 وقتی از یک آهنگساز محبوب صحبت می‌کنم تنها از یک آهنگساز فیلم سخن نمی‌گویم. من از موتسارت می‌گویم؛ از بتهوون؛ از شوبرت با شما می‌گویم. این‌ها آهنگسازانی هستند که از آن‌ها صحبت می‌کنم، و… انیو موریکونه. موریکونه تا این لحظه هیچ جایزه‌ای از یک بنیاد سینمایی آمریکایی نگرفته بود. در ایتالیا بسیار اما در آمریکا خیر و من می‌دانم که گلدن گلوب جایزه‌ای از جانب آمریکایی‌ها نیست. می‌خواهم بگویم من امروز فیلمی ساختم که موریکونه کبیر در ۸۷ سالگی نوشتن موسیقی آن را بر عهده گرفت و جایزه گلدن گلوب را دریافت کرد. این جایزه برای انیو و همسرش است. متشکرم. گراتزی، گراتزی.

— کوئینتین تارانتینو در هفتاد و سومین دوره مراسم سالانه اتحادیه مطبوعات خارجی هالیوود
موسیقی هشت نفرت‌انگیز تحسین بسیاری از جشنواره‌های سینمایی آمریکا را برانگیخت. موریکونه پس از چندین دهه کار سینما و در ۸۷ سالگی برای نخستین‌بار در بخش رقابتی جایزه اسکار را دریافت کرد. او در این زمان مسن‌ترین هنرمند تاریخ سینمای جهان بود که در بخش رقابتی اسکار برنده این جایزه شد. موریکونه جوایز مهم دیگری مانند بفتا و گلدن گلوب را نیز برای این اثر دریافت کرد.
موسیقی برای مکاتبه (۲۰۱۶) به کارگردانی تورناتوره از آثار متاخر موریکونه است. او قرار بود برای اثری از تورناتوره با عنوان «لنینگراد» که دربارهٔ محاصره این شهر توسط نیروهای آلمان نازی در زمان جنگ جهانی دوم است نیز موسیقی بنویسد.

## اجرا و رهبری ارکستر
از ۲۰۰۲ موریکونه غالباً همراه با ارکستر سمفونیک رم بیش از ۲۰۰ کنسرت برای سالن‌های گوناگون را آغاز کرد. ورونا، ونیز، نیویورک، میلان، پاریس، پکن، ورونا، توکیو، مونیخ، مسکو، سن پترزبورگ، کیف، فلورانس، شیلی، کره جنوبی، ژاپن، اسپانیا، مکزیک، مراکش، استرالیا و غیره، او قطعات ساخته خویش برای سینما را به اجرا گذاشت. سال ۲۰۰۷، در سازمان ملل متحد در حضور دبیرکل وقت، بان کی‌مون، آثار او با رهبری آهنگساز به اجرا گذارده شد. لس آنجلس تایمز مقاله‌ای در این باره که حاکی از چگونگی رهبری وی برای ارکستر بود چاپ کرد:
«فنون او برای رهبری بسنده و مؤثر است اما نقش جذبه و گیرائی در رهبری او در پائین‌ترین حد ممکن».
این در حالیست که موریکونه گفته‌است:
«ترجیح می‌دهم حاضران با چشمانی بسته به موسیقی گوش فرا دهند تا آنکه بخواهم آن‌ها را در رهبری ارکستر مجذوب رفتار و حرکات خود کنم».
در دسامبر ۲۰۰۷ آهنگساز بخشی از آثارش را در وین به اجرا گذاشت. ۲۰۰۸ در جشنواره بلفاست، ۲۰۰۹ در بلگراد، آوریل و اوت ۲۰۱۰ به ترتیب در رویال آلبرت هال لندن در انگلستان و سپس مجارستان به اجرا همراه با ارکستر رم پرداخت، همچنین دو اجرای دیگر در سپتامبر ۲۰۱۰ در ورونا و صوفیه بلغارستان نیز به روی صحنه رفت.
موریکونه با آغاز سال ۲۰۱۶، در «تور ۶۰ سال موسیقی»، دیگر بار به اجرای مجموعه‌ای از آثارش در ۲۲ کشور اروپایی برای بیش از ۱۵۰ هزار شنونده پرداخت. او در این کنسرت‌ها بخشی از آثار متاخر خود به همراه قطعاتی از آثارش برای فیلم‌های لئونه و فیلم‌های دیگری چون مأموریت را اجرا کرد. این اجراها از ۱۵ ژانویه ۲۰۱۶ از شهر پراگ در کشور چک آغاز شد.

### ۹۰ انیو
۱۰ نوامبر ۲۰۱۸، همزمان با سالروز ۹۰ سالگی موریکونه، رُم شاهد بزرگداشت و اجرای ویژه‌ای از آثار وی با حضور رئیس‌جمهور ایتالیا بود. جوزپه تورناتوره، نیکولا پیووانی (آهنگساز برنده اسکار برای فیلم زندگی زیباست) و داریو ماریانلی (آهنگساز برنده اسکار برای فیلم تاوان) از دیگر حاضران در این مراسم بودند. موریکونه در این کنسرت ویژه رهبری ارکستر دو قطعه از مهم‌ترین آثارش شامل افسانه ۱۹۰۰ و مأموریت را بر عهده گرفت. در این کنسرت قطعاتی از آهنگسازان الهام‌بخش موریکونه چون باخ و گوفردو پتراسی معلم وی در آکادمی ملی سانتاسسیلیا نیز اجرا شد.

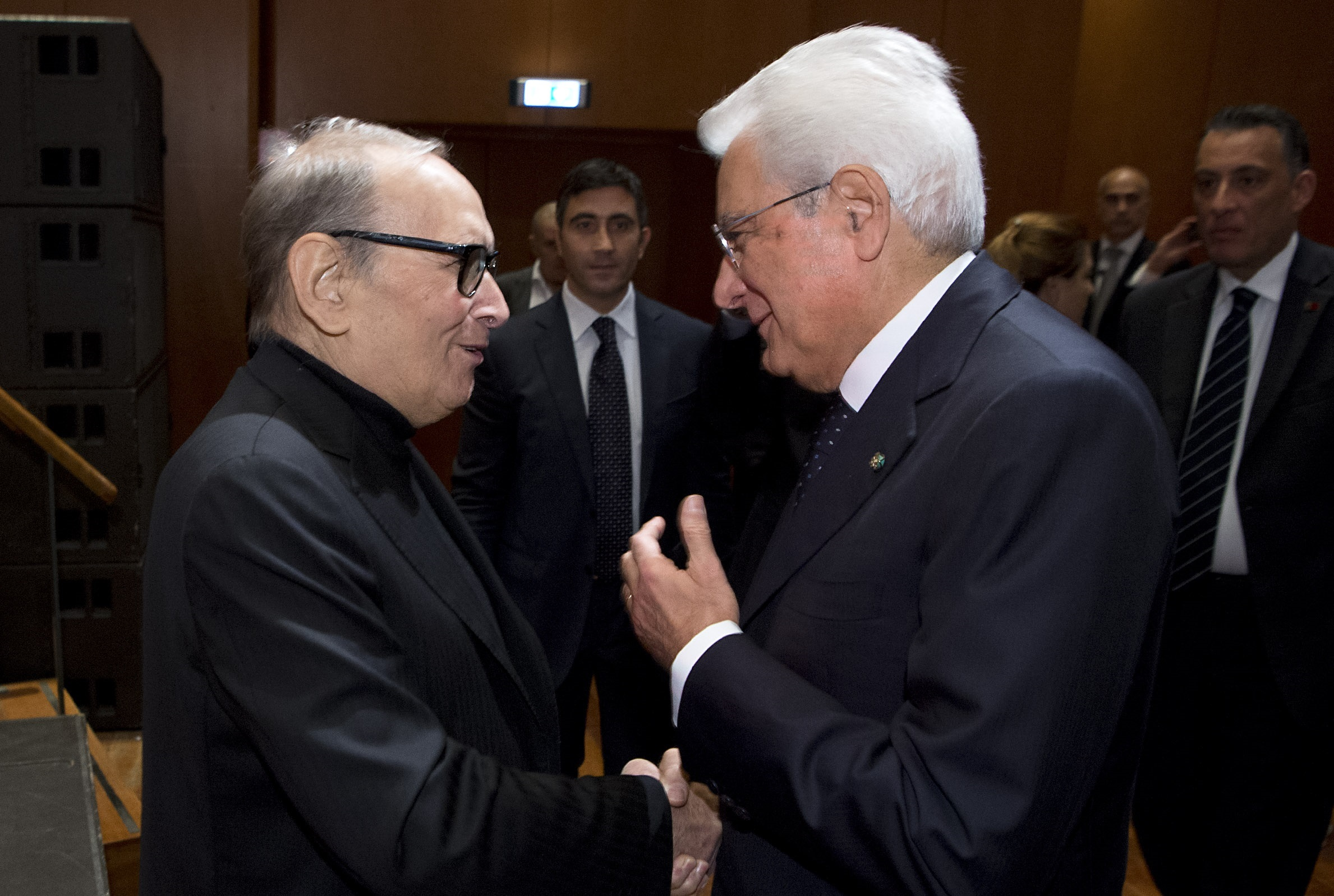
ملاقات رئیس‌جمهور وقت ایتالیا «سرجیو ماتارلا» با موریکونه

موریکونه در طی برگزاری این مراسم گفت: «در ابتدا از ساخت موسیقی برای فیلم‌ها شرمسار بودم و حتی آن را پنهان می‌کردم؛ به ویژه که گوفردو پتراسی معلم موسیقی‌ام نگاهی از بالا به پایین به موسیقی فیلم داشت. به همین دلیل زمانی که متوجه شدند مشغول ساخت موسیقی فیلم هستم من را از آکادمی سانتاسسیلیا اخراج کردند». سرجیو ماتارلا، رئیس‌جمهوری وقت ایتالیا در این بزرگداشت موریکونه را در آغوش کشید و آکادمی ملی سانتاسیسیلیا نیز به همین مناسبت کتابی با عنوان «۹۰ انیو» را که شامل عکس، اسناد و دیگر مطالب مرتبط با همکاری موریکونه با چهره‌های سینمایی است منتشر کرد.

## سبک و نگرش
اگرچه موریکونه یک آهنگساز فیلم است اما همواره موسیقی او از سلیقه و ویژگی‌های فردی او نشأت گرفته‌است. موریکونه در ساخته‌هایش غالباً تمایل به رومانتیسیسم با محوریت ملودیک داشته‌است و این زبان از موسیقی بیشتر در آثارش رخ داده‌است. موسیقی وی بیش از هر چیز وفادار به قواعد موسیقی تونال است، اگرچه او در آثارش از این مرز فراتر می‌رود و بارها تکنیک‌های مدرن را به کمک در خلق فضاها گسیل می‌کند. او گفته‌است: «من همواره در تلاش بوده‌ام تغییری را در عرصه موسیقی به وجود آورم. همواره در جستجوی تازه‌ها بوده‌ام و گاهی پیش می‌آید که در جریان این جستجو به کشف بزرگی می‌رسید. در فیلم، وظیفه آهنگساز است که بدعتی را در این عرصه ایجاد کند». گاردین به بیانی طنزآمیز می‌نویسد: «از او از ریشه‌های موسیقیش سؤال کنید. او کلاهش را به احترام آهنگسازان مستقل سده بیستم همچون پیر بولز، اشتوکهاوزن، لوچیانو بریو و لوئیجی نونو از سر بلند می‌کند». با آن که موسیقی موریکونه لحظه‌ای شکلی مدرن و دیسونانس به خود می‌گیرد اما باز از خصوصیات آثار تونال و مدال بی‌خود نمی‌شود. این مسئله درک موسیقی او را در بین شنوندگان متوسط موسیقی ممکن ساخته‌است. نیازی نیست کسی برای فهم این موسیقی مجبور به درک موسیقی مدرن باشد. موریکونه این دو را در ظرفی یکسان ارائه می‌کند. با وجود این که او به موفقیت‌های تجاری قابل توجهی در حرفه موسیقی دست یافته‌است اما او ارزش‌های هنری موسیقی که از گذشته با خود داشته‌است را حفظ کرده‌است. سرجو میشلی، پژوهشگر موسیقی می‌نویسد: «او دو وجه متمایز موسیقی را در آثارش در کنار هم گسترش می‌دهد. یکی از آن‌ها گرایش به مدرنیسم مانند سریالیسم و موسیقی تجربی است و دیگری موسیقی‌ای در سطح ادراک مردم؛ همان سطحی که او آن را از تنظیم ترانه‌ها و نمایش‌های رادیویی و تلویزیونی می‌شناخت». این دو صورت از موسیقی او به نظر همزیستی خوبی با هم یافته‌اند و یکدیگر را کامل می‌کنند.
با آنکه موریکونه برای آن دسته از آثار تجاری‌اش بیشتر شناخته شده‌است اما وجه آوانگارد نگرش او که شامل سریالیسم و مینیمالیسم و دیگر سبک‌های موسیقی سده بیستم است نباید دست کم گرفته شود. موسیقی او برای کنسرت به خوبی در اروپا شناخته شده‌است و در این زمینه محبوبیت آثارش رو به فزونی بوده‌است؛ اما واقعیت این است که این بخش از آثار او در آمریکا ناشناخته باقی مانده‌است. خودش می‌گوید: «با آنکه من آهنگساز فیلم باقی مانده‌ام اما از دانسته‌هایم برای کار در زمینه موسیقی برای کنسرت همواره بهره برده‌ام و خود را آهنگساز کنسرت می‌دانم. بسیاری از کارهایم اینجا در اروپا برای ارکستر اجرا شده‌اند اما در ایالات متحده متأسفانه اینطور نیست».
موریکونه در آثارش از «میکروسِل» که در واقع وصل یک موتیف کوتاه به موتیف دیگر است استفاده کرده و توجه شنونده را به خود جلب می‌کند. اما گاهی این اتفاق در آثارش شتابزده است. این تکنیکی است که او در خوب بد زشت از آن بهره برده‌است. در این تکنیک موریکونه از چیزی شبه سریال استفاده می‌کند. برخلاف آنچه در موسیقی دوازده صدایی شنیده شده‌است او دسته کوچکی از نت‌ها را به کار می‌برد که می‌تواند فضا را برای حضور موسیقی تونال و مدال هم فراهم نماید.
موریکونه تقریباً همه روز مشغول نوشتن موسیقی بوده‌است. او معمولاً بیش از آنچه یک فیلم نیاز دارد برای آن موسیقی نوشته و به کارگردان فرصت می‌دهد تا بخش‌هایی از نوشته‌های او را که برای فیلم بهتر است انتخاب کند و آنچه نمی‌پسندد را حذف کند. البته گاهی آن قسمت‌های کنار گذارده‌شده مورد پسند کارگردان دیگری واقع می‌شود و تبدیل به بخشی از یک موسیقی برای فیلم دیگر می‌شود.
اگر بخواهیم شیوه کار موریکونه با دیگر آهنگسازان فیلم در هالیوود را با هم مقایسه کنیم متوجه تفاوت‌هایی خواهیم شد. این تفاوت‌ها صرفاً در تکنیک آهنگسازی او برای فیلم خلاصه نمی‌شود بلکه در تفکر و نگاه او به هنر آهنگسازی نیز وجود دارد. مجموعه‌ای از دلایل که موریکونه را از برخی همکاران هالیوودیش متمایز ساخته‌است. موریکونه دانسته‌هایش را در موسیقی کلاسیک و تجربه‌های بسیاری را از موسیقی پاپ کسب کرده بود اما آنچه او را به دنیای موسیقی فیلم کشاند روحیه‌ای بود که او را هدایت می‌کرد. در هالیوود مراحل آهنگسازی، تنظیم برای ارکستر، رهبری و هر آنچه برای تهیه یک موسیقی فیلم نیاز است مقداری پیچیده‌است و در بسیاری موارد از هماهنگی بخش‌هایی مستقل تکامل یافته‌است. چیزی شبیه به یک خط تولید و سر هم کردن است. در حالی که یک رهبر ارکستر در حال ضبط یک موسیقی فیلم است تنظیم‌کننده همان اثر در حال تنظیم موسیقی برای فیلم دیگریست و آهنگساز آن نیز در حال نوشتن اثر بعدی خود است. این چیزی بیش از کار هنری است. آن‌ها شتابان کار می‌کنند. این چرخه‌ای کارآمد و سودآور است. موریکونه چنین شیوه‌ای را برای کار نپذیرفته و می‌گوید: «آهنگسازان در هر دوره‌ای صرف نظر از اینکه موسیقی برای کنسرت باشد یا برای هر چیز دیگر، موسیقیشان را خودشان می‌سازند. من متعجبم و درک نمی‌کنم چرا کسی که خود را آهنگساز می‌داند کارش را تمام نمی‌کند و عاقبت آن را به دست دیگری می‌دهد».

### پنج عنصر موسیقایی
موریکونه را می‌توان با استراوینسکی به عنوان دو نوآور عرصه موسیقی مقایسه کرد. با اینکه موریکونه برخلاف استراوینسکی تحصیلات آکادمیک موسیقی داشت اما هر دو از عرصه‌هایی که در آن موسیقی می‌نوشتند صرف نظر کردند و احتمالاً همین عدم تحریکات اجتماعی، آهنگساز را به گسترش دادن مرزهای خلاقیت وادار می‌کرد. با مطالعه و بررسی آثار موریکونه، به قطعیت می‌توان اذعان داشت موسیقی وی شبیه آثار هیچ آهنگساز قبل و پس از وی نیست و ترکیب عناصر تشکیل دهنده آثارش منحصر به خود است. عناصری که در اغلب آثار آهنگساز حضور دارند را در پنج رده می‌توان تقسیم‌بندی و بررسی نمود:
1. ضربان ریتمیک: یک بخش ریتمیک مستمر یا عبارت کوتاه تکراری که در همه طول قطعه حضور دارد. به ندرت این ضربان ریتمیک در آثار موریکونه غائب است و زمانی که یک ساز خاموش می‌شود ساز دیگری خط ریتم را به مثابه یک قطار روی یک مسیر دایره‌وار ادامه می‌دهد. این یکی از شیوه‌های آهنگسازی بوده که با شنیدن آلبوم «صدای حیوانات» کاری از گروه «بیچ بویز» از آن آگاه می‌شویم و بدین طریق در شماری از ارکان موسیقی موریکونه نظیر تم اصلی «تب طلا» و «خوب، بد، زشت» نقش محوری بازی می‌کند.[۷۸]موریکونه در حین رهبری در بولونیا (۲۰۱۲)

موریکونه در حین رهبری در بولونیا (۲۰۱۲)

2. آوا: لفظ «آوا» اشاره به صدای انسان نه به عنوان اجرای دکلمه اشعار و اجرای ترانه و آواز بلکه به عنوان یک ساز ملودیک دارد که شامل اجرای ملودی، سوت، جیغ و فریاد است. «ادا دل اورسو» خواننده‌ای است که بیش از دیگران با موریکونه همکاری داشته‌است و می‌توان صدای وی را در آثاری همچون «تب طلا»، «خوب، بد، زشت» و «روزی روزگاری در غرب» شنید. فیلم مستند «مالاموندو» نخستین همکاری وی با موریکونه در ۱۹۶۴ است. با عقد قرارداد موریکونه با سرجو لئونه برای موسیقی متن فیلم «خوب، بد، زشت» این همکاری رسمی‌تر شد و این خواننده در بیش از ۲۸ اثر موریکونه و شمار زیادی از پروژه‌های مشترک موریکونه و لئونه حضور داشت.[۷۸]
3. تریاد و تتراکوردها: از موریکونه پرسیدند چه ارتباطی بین موسیقی او با گروه‌های راک و هوی متال چون «متالیکا» یا «اسلیر» وجود دارد. وی بی درنگ پاسخ داد نقطه اشتراک این دو، استفاده از آکوردهای سه صدایی ساده است. حال ممکن است گفته شود که همه آهنگسازان از آکوردهای سه صدایی استفاده می‌کنند اما نکته اینجاست که موریکونه شیوه منحصر بفرد خود را در بسط فواصل پایه‌ای دارد؛ چیزی که بسیاری از آهنگسازان آن را بدوی و خام می‌دانند اما ترکیب و استفاده از سه نت ساده اصلی و تتراکوردها مشخصه آثار موریکونه است.[۷۸]
4. طراحی صدا: استفاده از سازهای آکوستیک به عنوان ابزار سینمایی و ایجاد جلوه‌های صوتی[پ ۱۳۳] با آلات موسیقی. این‌ها تمهیداتی هستند که آهنگساز از ساز به روشی غیرمعمول استفاده می‌کند تا جلوه صوتی مناسب را متناسب با تصویر برای ایجاد فضای دراماتیک یا هیجانی و در عین حال هماهنگ با دیگر اعضا خلق کند.[۷۸]
5. گیتار فِندر: گیتار موریکونه را می‌توان سفیر گیتارهای الکتریک فِندر شناخت که شامل آمپلی فایر با ریوِرب[پ ۱۳۴] و ویبراتوها[پ ۱۳۵] است. این جنس صدا، به طرز شگفت‌آوری در اوایل دهه ۶۰ بین آهنگسازان سینما طرفدار پیدا کرد؛ از تم «جیمز باند» ساخته مانتی نورمن تا تم «مأموریت غیرممکن» ساخته هنرجوی موریکونه، لالو شیفرین.[۷۸]

دست کم در ۴۰ قطعه اصلی در آلبوم‌های «بهترین‌های موریکونه»، هریک از پنج عنصر مطروحه بالا در حالات متنوعی از همزیستی در سرتاسر کل مجموعه مشخص است. دو ستون «ضربان ریتمیک» و «آکوردهای سه صدایی» همه ۴۰ قطعه موسیقی را دربر می‌گیرند. هشت قطعه از میان آن‌ها، همه پنج عنصر را با سایر قطعات مشترک دارد. در این خصوص «آوا» ۲۶ بار، «گیتار» ۱۷ بار، و «طراحی صدا» ۱۶ بار ظاهر می‌شوند.

## موریکونه در نظر آهنگسازان و سینماگران

موریکونه در ۲۰۱۳

موریکونه با بهره‌گیری از ملودیهای نو و ارکستراسیونی ترکیبی و نامتعارف به سینمای وسترن اسپاگتی تعاریفی از موسیقی بخشید که آهنگسازان دیگر سینما را تحت تأثیر قرار داد و سپس بدون بیم و هراس از تجربه‌گرایی و با اجرای جسورانه ایده‌هایش به خلق آثاری متنوع در فیلم‌هایی با محتواهایی گوناگون روی آورد. موسیقی او در این فیلم‌ها از یک موضوع شنیداری به وجهی زیبایی شناسانه تبدیل می‌شود و ریتم، بسط ملودیک و سازبندی او با القای حس فرامتنی صحنهٔ مورد نظر در خدمت فیلم هستند.هانس زیمر آهنگساز آلمانی و برنده جایزه اسکار در دزدان دریایی کارائیب: پایان جهان در قطعه‌ای با نام «پارلِی» تعریفی از موسیقی و کارکرد آن با موقعیت فیلم ارائه می‌دهد که وام گرفته از روزی روزگاری در غرب است. زیمر که خود از آهنگسازان موفق سینمای جهان به‌شمار می‌آید و آثاری چون گلادیاتور و در میان ستارگان را نوشته موریکونه را آهنگسازی مبتکر توصیف کرده و گفته‌است «او بسیار متأثر از باخ و موتزارت بوده‌است. از سبک این دو به خوبی استفاده می‌کرد و آن را با موسیقی خاص خود ارائه می‌نمود. در تحلیل هر یک از آثار او چه به ساختمان آن و چه به ابتکاراتش نگاه کنید کاملاً مانند باخ است. موریکونه بود که گیتار الکتریک را به ژانر وسترن آورد. فکر فوق‌العاده‌ای بود. حضور این ساز برای وسترن کاملاً ناگهانی بود. او سلیقه موسیقی دهه ۱۹۶۰ را برای توصیف روایتی از قرن نوزدهم بکار برد اما به شیوه‌ای عمل کرد که برای هیچ‌کس سؤال‌برانگیز نشد. در حقیقت هیچ صدایی چنین هدفی را بهتر از این ساز به انجام نمی‌رساند. موریکونه در دهه ۶۰ میکروفون‌ها را با انگیزه ایجاد پرسپکتیو در موقعیت‌های مکانی متفاوتی قرار می‌داد و سپس موسیقی را ضبط می‌کرد. او استعداد منحصر به فردی در موسیقی فیلم سده بیستم است. کسی مانند او نیست. موسیقی موریکونه متعلق به خود اوست. موسیقی‌ای که فرد به فرد آن را در خلوت خود می‌پذیرند زیرا پیامی از خضوع و تواضع دارد با نغمه‌هایی زیبا برخواسته از تکنیکی کامل».
لالو شیفرین موسیقی موریکونه در وسترن‌هایش را ریشه در علاقه او به موسیقی سرخپوستی آمریکا می‌داند. شیفرین گفته‌است «آهنگسازان آمریکایی و اروپایی که در هالیوود به نوشتن موسیقی برای وسترن می‌پرداختند، از جمله آلکس نورث و دیگر استادان بزرگ، از سازهای ارکستر سمفونیک استفاده می‌کردند. موریکونه اما در واقع موسیقی سرخپوستان آمریکا را وارد ژانر کرد. این موسیقی آمیخته با فرهنگ بومیان غرب است. او جدا از موسیقی فیلم، بسیار در فکر و پی موسیقی آوانگارد سده بیستم بود». مارکو بلترامی ایده نمونه‌برداری و دستکاری اصوات که آهنگسازان فیلم امروز انجام می‌دهند را برخاسته از مسیری دانسته که موریکونه در پیش گرفت. بلترامی که برای موسیقی سه ساعت و ده دقیقه به یوما نامزد دریافت جایزه اسکار شد برای موسیقی این فیلم به ارکستراسیون مدرنی متوسل شده که شباهت به وسترن‌های موریکونه دارد. بلترامی می‌گوید «صرف نظر از استفاده موریکونه از ساز یا موسیقی خاص، مسیری که او برای دست یافتن به مقصود خود متحمل شده‌است حائز اهمیت است. او سازهای غیر ارکسترال و صداهایی که رواج نداشت را با هم ترکیب نمود و قالب صدایی جدیدی را خلق کرد؛ انعکاس صدای یک آمپلی فایر یا تیک‌تاک یک ساعت یا سوت انسان. این‌ها رویکردی کاملاً جدید بود. او بی‌تردید حرفه ما آهنگسازان را تحت تأثیر خود قرار داد». نمونه دیگری از تأثیر موریکونه که بلترامی آن را وسیع دانسته می‌توان در رومئو + ژولیت محصول ۱۹۹۶ به کارگردانی باز لورمان و بازی لئوناردو دی‌کاپریو در نقش رومئو یافت. کریگ آرمسترانگ آهنگساز فیلم در بخشی از این اثر از انگاره‌های موسیقائی شنیده شده در خوب بد زشت برای توصیف فضای درگیری شخصیت‌ها با تپانچه‌هایی در دست استفاده کرده‌است که تداعی‌کننده وسترن‌های موریکونه است.

 «روزی روزگاری در غرب»، «روزی روزگاری در آمریکا» و «مأموریت» از بهترین آثار موریکونه هستند و من همواره آن‌ها را دوست داشته‌ام. آنچه براستی از او می‌پسندم آن است که باکی از نوشتن ملودی در او نیست.

— استیون اسپیلبرگ
این گفته که «موریکونه موسیقی فیلم را دوباره ابداع کرد» از گفته‌های مارتین اسکورسیزی است. او گفته‌است «موریکونه بسیار متفاوت از آهنگسازان کلاسیک فیلم مانند جری گلدسمیت، المر برنشتاین و برنارد هرمن بود. موسیقی او نو و برجسته بود. او در روزی روزگاری در غرب موسیقی فیلم را به اُپرا پیوند می‌دهد و موسیقی پوچیینی و وردی را با موسیقی آمریکایی و مکزیکی تلفیق می‌کند». در میان کارگردانان سینما کوئینتین تارانتینو به‌طور قابل توجهی از قطعاتی که در سوابق کاری موریکونه وجود داشته در فیلم‌هایش سود جسته و بر این باور است که همکاری لئونه و موریکونه موفق‌ترین همکاری یک کارگردان و یک آهنگساز تا به امروز در سینماست. برناردو برتولوچی نیز معتقد است «موریکونه آهنگسازی با دو هویت است؛ از یک سو آهنگسازی مستقل در موسیقی معاصر است، از سوی دیگر آهنگساز حماسه‌های بزرگ و مشهور سینما. در همه طول زندگیش کوشیده‌است تا در هر یک از این دو مؤثر باشد، به گونه‌ای که هر یک دیگری را کامل می‌کند. او ظرفیت بزرگی از تطابق این‌ها در خود دارد». بری لوینسون از تجربه همکاریش با وی گفته‌است «او در استودیوی خود پیانو ندارد. من همواره اینطور فکر می‌کردم که همراه با آهنگسازان، شما روی یک صندلی در برابر پیانو می‌نشینید و سعی می‌کنید تا ملودی‌ای بیابید، اما او اینطور نیست. ملودی را در ذهنش می‌شنود. او همه آنچه را که تک‌تک سازهای ارکستر قرار است همراه با یکدیگر بنوازند کاملاً می‌شنود و آن‌ها را می‌نویسد».

## جوایز
موریکونه در طول دوران کار حرفه‌ای موسیقی جوایز بسیاری از جشنواره‌های گوناگون دریافت کرده‌است. یک جایزه اسکار، دو تندیس آکادمی سینمای اروپا، دو جایزه گرمی، سه گلدن گلوب، شش بفتا، ده دیوید دی دوناتلو، یازده روبان نقره‌ای و جوایز دیگری چون شیر طلایی جشنواره فیلم ونیز (۱۹۹۵)، عقاب طلایی آکادمی سینمایی روسیه (۲۰۰۴) و جایزه پولار (۲۰۱۰) از آن جمله‌اند. در سال ۲۰۰۷ آکادمی علوم و هنرهای تصاویر متحرک یک اسکار افتخاری نیز برای یک عمر دستاورد هنری به او اهدا کرد.
موریکونه در ۲۰۰۹ برای خوب بد زشت (۱۹۶۶) با کسب جایزه از «امنای ملی آکادمی ضبط آمریکا» به تالار مشاهیر گرمی پیوست. پیاده‌روی مشاهیر هالیوود نیز ستاره‌ای را در ۲۰۱۶ به او اختصاص داد. این ستاره در ۲۶ فوریه آن سال با حضور مدیر عامل مشترک پیاده‌روی مشاهیر هالیوود، کوئینتین تارانتینو و هاروی واینستین رونمایی شد.

### جایزه افتخاری اسکار
موریکونه پیش از دریافت جایزه اسکار برای موسیقی هشت نفرت‌انگیز در ۲۰۱۵، با آنکه چندین بار نامزد دریافت جایزه اسکار برای بهترین پارتیتور فیلم بود موفق به دریافت آن نشد تا آنکه در تاریخ ۲۵ فوریه ۲۰۰۷ آکادمی علوم و هنرهای سینمائی آمریکا در تجلیل از او با عنوان خالق آثار درخشان و متفاوت در هنر موسیقی فیلم اسکاری افتخاری به موریکونه اهدا کرد. موریکونه گفته بود «پس از پنج بار نامزدی برای دریافت اسکار دیگر انتظار نداشتم. از دریافت آن ناامید شده بودم. نمی‌توانم بگویم از این موضوع خوشحال نیستم. من جوایز زیبا و به‌یادماندنی بسیاری دریافت کرده‌ام اما حفره کوچکی در این میان باقی‌مانده بود که امیدوارم جایزه اسکار بتواند این حفره را پر کند».

هفتاد و نهمین دورهٔ جوایز اسکار (۲۰۰۷)

موریکونه جایزه اسکار را در مراسم سالانه آن از دستان کلینت ایستوود دریافت کرد. روزنامه گاردین در فوریه ۲۰۰۱ در مقاله‌ای با عنوان «موتسارت موسیقی فیلم» با تأکید بر اهمیت آثار وی نوشته بود «چطور آکادمی توانست چندین دهه از آثار آهنگسازی مؤلف و اثرگذار در موسیق فیلم غافل شده بر آن چشم‌پوشی کند». دویچه وله با اشاره به اینکه داوران اسکار دیر به فکر تقدیر از موریکونه افتادند نوشت «انیو موریکونه، یکی از بزرگ‌ترین آهنگسازان فیلم در جهان اگر چه تا به حال جوایز بسیاری از شیر طلایی جشنواره ونیز گرفته تا جایزه گلدن گلوب را کسب کرده، اما جای جایزه اسکار در کلکسیون افتخارات این آهنگساز بزرگ ایتالیایی خالی بوده که حال این خلأ نیز پر شده‌است» و در ادامه به نقل از وی نوشت «این اعتباری است که از میان سایرین به من تعلق می‌گیرد، بنابراین نمی‌گویم که می‌توانستند این جایزه را خیلی پیش از این به من بدهند». موریکونه، آلکس نورث خالق موسیقی اسپارتاکوس (به کارگردانی استنلی کوبریک) و لالو شیفرین سازنده تم اصلی مشهور مجموعه فیلم‌های مأموریت غیرممکن تنها آهنگسازانی هستند که اسکار افتخاری دریافت کردند. زمانی‌که موریکونه برای دریافت جایزه روی صحنه دیده شد به زبان ایتالیایی صحبت می‌کرد و ایستوود آن را برای حضار ترجمه کرد و این دو پس از چهل سال بدین ترتیب یکدیگر را ملاقات کردند. موریکونه در لحظهٔ دریافت این جایزه و در میان جمع بزرگی از هنرمندان صاحب نام و خانواده سینما همچون فیلیپ گلس، مارتین اسکورسیزی، استیون اسپیلبرگ، فرانسیس فورد کاپولا، جورج لوکاس، مریل استریپ، لئوناردو دیکاپریو و بسیاری دیگر، از کارگردان‌هایی که برای موسیقی فیلم‌هایشان اعتماد کردند و وظیفه نوشتن آن را به او سپردند تشکر کرد و جایزه‌اش را به ماریا همسرش تقدیم کرد. او چنین جایزه‌ای را برای خدمت به سینما و ترقی احساسات زیبایی‌شناختی در موسیقی نقطه نهایی ندانست و آن را آغاز حرکت عنوان نمود.
در ارتباط با تصمیم آکادمی مبنی بر تجلیل از موریکونه، آلبومی منتشر شد با نام «ما همه انیو موریکونه را دوست می‌داریم». یکی از قطعات این آلبوم پیش از اهدای جایزه با آوازی از سلن دیون خواننده شناخته شده کانادایی اجرا شد که تلفیقی بود از شعری از مرلین برگمن و الن برگمن و تم دبورا که موریکونه برای یکی از مهم‌ترین آثارش، روزی روزگاری در آمریکا نوشته بود. البته نسخه اصلی این تم قطعه‌ای صرفاً سازی و بی‌کلام است. هنرمندان بسیاری در عرصه موسیقی کلاسیک و پاپ با سبک‌های کاری متفاوت در این آلبوم آثار موریکونه را به اجرا گذاردند. یو-یو ما، نوازنده ویولن‌سل و برنده مدال ملی هنر ایالات متحده، و رنه فلمینگ، سوپرانوی آمریکایی‌تبار و عضو افتخاری آکادمی سلطنتی موسیقی انگلستان از آفرینندگان برجسته این آلبوم موسیقی هستند. از دیگر هنرمندان این آلبوم موسیقی می‌توان به کوئینسی جونز، آندره‌آ بوچلی و دولچه پانتس اشاره کرد. فلمینگ نه تنها صنعت سینما بلکه حوزه وسیعی از صنعت موسیقی را عمیقاً مرهون خلاقیت انیو موریکونه دانسته و گفته‌است «آثار انیو موریکونه و طبیعت خاطره انگیز کار او که گونه‌های بسیاری را در بر می‌گیرد تخیل را به‌طور چشمگیری افزایش می‌دهد و در ژرفای احساسات همگان طنین انداز می‌شود».

### جایزه پولار

مراسم جایزه پولار، استکهلم - سوئد (۲۰۱۰)

در سال ۲۰۱۰ کمیته جایزه پولار، انیو موریکونه را شایسته دریافت این جایزه اعلام کرد. این مراسم که هر ساله در استکهلم سوئد برگزار می‌شود تا پیش از این آهنگسازان پیشرو جهان همانند کارل هاینز اشتوکهاوزن، پیر بولز، یانیس زناکیس، ویتولد لوتسلاوسکی، گئورگی لیگتی و استیو رایش را مورد تحسین قرار داده بود. این کمیته با مقدمه‌ای جایزه پولار را به موریکونه اهدا کرد:
| « | «جایزه پولار ۲۰۱۰ به آهنگساز، تنظیم‌کننده و رهبر ارکستر، انیو موریکونه تعلق می‌گیرد. آثار اثرگذار انیو موریکونه شناخت ما را به سطحی دگر سوق بخشید و احساس روزمره را به آنچه در قاب سینماست بدل کرد. وقتی در ۱۹۶۴ انیو موریکونه برای یک مشت دلار موسیقی ساخت بودجه ناکافی از دست یابی او به ارکستری کامل ممانعت می‌کرد. در عوض او با صدا و سیاقی نو موسیقی فیلم را تا نیم قرن بعد تحت تأثیر قرار داد و در گستره‌ای از موسیقی پاپ تا کلاسیک الهام بخش جمعی از موسیقی سازان شد». | » |

## زندگی شخصی و درگذشت
موریکونه در ۱۹۵۶ با «ماریا تراویا» ازدواج کرد. همسر او نقشی مکمل در برخی آثار وی ایفا کرده‌است، به‌عنوان مثال اشعار زبان لاتین در موسیقی فیلم مأموریت (۱۹۸۶) سروده اوست. حاصل زندگی آن‌ها ۳ پسر و ۱ دختر بود که در میان پسران، آندره‌آ به آهنگسازی و جیووانی به فیلم‌سازی روی آوردند.
موریکونه در ۶ ژوئیه ۲۰۲۰ در ۹۱ سالگی بر اثر شکستگی استخوان ران پا طی یک دوره بیماری در بیمارستانی در شهر رم درگذشت. مراسم تدفین مطابق خواسته او به‌طور خصوصی با حضور حدود ۴۰ نفر از افراد خانواده و برخی از دوستانش شامل جوزپه تورناتوره برگزار شد. آخرین نوشته‌اش با این عنوان آغاز می‌شود: «من، انیو موریکونه، دیگر جان ندارم». از این دست نوشته آنچه از زبان خانواده‌اش نقل‌شد ادای احترام و عشق به همسرش ماریاست که در هر لحظه از زندگی شخصی و کاری او را با فداکاری همراهی کرد و تا آخرین نفس کنارش بود.

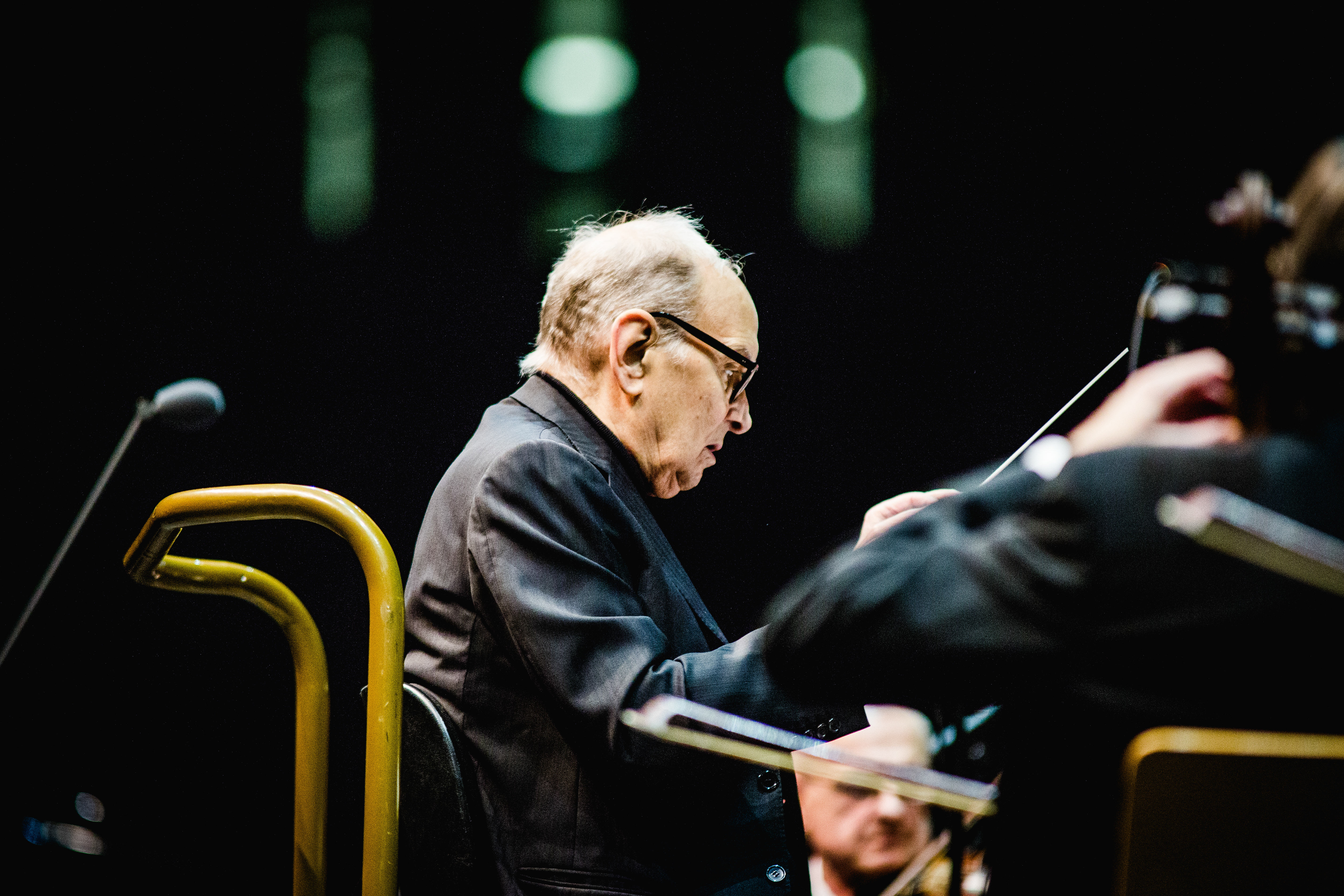
موریکونه در سال‌های واپسین زندگی در حال رهبری به حالت نشسته (۲۰۱۷)

چهره‌های مهمی از وزرای دولت وقت ایتالیا تا هنرمندان مشهور سینما و موسیقی نسبت به درگذشت انیو موریکونه واکنش نشان دادند. جوزپه کونته نخست‌وزیر ایتالیا در پیامی اظهار کرد «او ما را به رویاپردازی واداشت، به حرکت به جلو و تفکر. نت‌های فراموش‌ناشدنی نوشت که در تاریخ سینما و موسیقی جاودان باقی خواهد ماند». مجله تایم با انتشار مقاله‌ای به نقل از برخی آهنگسازان فیلم همچون دنی الفمن و الکساندر دسپلات نوشت «سده بیستم دورانی اساسی برای موسیقی فیلم بود و حال جهان یکی از بلند قامت‌ترین هنرمندان یک قرن گذشته‌اش را از دست داده‌است. هنرمندی که تمامی گونه‌های موسیقی را در احاطه داشت». هانس زیمر در واکنش به مرگ موریکونه نوشت «او یک اسطوره بود و اسطوره‌ها از بین نمی‌روند». آنتونیو باندراس، بازیگر اسپانیایی اظهار کرد «با اندوه فراوان با استاد بزرگ سینما خداحافظی می‌کنیم. موسیقی او همچنان در خاطرات ما درحال نواخته شدن است.» مونیکا بلوچی، بازیگر فیلم «مالنا» که ساخت موسیقی معروف آن را موریکونه بر عهده داشت گفت «آدم‌هایی هستند که قابلیت تبدیل کردن جهان به جایی بهتر را دارند؛ چراکه آنها می‌دانند چگونه زیبایی را خلق کنند». ادگار رایت، فیلم‌نامه‌نویس و تهیه‌کننده بریتانیایی نیز موریکونه را فردی توصیف کرد که می‌توانست فیلمی متوسط را به یک فیلم دیدنی، یک فیلم خوب را به یک اثر هنری و یک فیلم فوق‌العاده را به یک شاهکار تبدیل کند. جان کارپنتر، فیلمساز آمریکایی موریکونه را یک دوست و همکار با استعدادی بی‌اندازه توصیف کرد. یو-یو ما نوازنده نامدار دربارهٔ موریکونه نوشت «هرگز توصیف موریکونه از موسیقی به‌عنوان انرژی، مکان و زمان را فراموش نمی‌کنم. شاید این دقیق‌ترین و صحیح‌ترین تعریفی بود که تاکنون دربارهٔ موسیقی شنیده‌ام. حقیقتاً دلمان برای او تنگ خواهد شد». ژان میشل ژار، موسیقیدان فرانسوی نیز موریکونه را منبع الهام همیشگی برای خودش و شبیه به یکی از افراد خانواده‌اش دانست که همواره در زندگی‌اش حضور خواهد داشت.
روبرتو اسپرانزا، از دیگر وزرای وقت ایتالیا نوشت «بدرود استاد! و سپاس برای شور و احساساتی که به ما بخشیدی!»، و کوئنتین تارانتینو به مرگ آهنگساز محبوبش با جمله‌ای چنین واکنش نشان داد که «شاه مرده‌است… زنده باد شاه!»

## در حاشیه
- تم رسمی موسیقی مسابقات جام جهانی ۱۹۷۸ که در آرژانتین برگزار شد ساخته موریکونه است، اگرچه وی با ابراز نارضایتی از شیوه اجرای آن گفته‌است: «تصور من چنین بود که دست‌اندرکاران برگزاری، از تنظیم اصلی من در آغاز برنامه‌های تلویزیونی پخش جام جهانی استفاده کنند. آنچه اتفاق افتاد این بود که برنامه سازان صداها را از میکروفونی می‌گرفتند که میان جمعیت بود در حالیکه گروه نوازندگان با سازهای اندکی قطعه من را می‌نواختند».[۱۰۳]

موریکونه همچنین از اعضای کمیسیونی است که در انتخاب نخستین یازده بازیکن باشگاه فوتبال آ. اس. رم، ملقب به جیالورسی (به معنای قرمزها و زردها)، در سالن مشاهیر باشگاه به همراه هواداران تیم نظر داد و گاهی به تماشای مسابقات این تیم باشگاهی می‌رفت. وی در این باره می‌گوید: «سابقاً به اتفاق سرجو لئونه به استادیوم می‌رفتیم. در دیلیرویوم دنبال جای پارک می‌گشتیم. شور و شوق هواداران و صف‌های طرفداران… خاطره روشنی از نخستین مسابقه‌ای که به استادیوم رفتم دارم. با پدرم به کمپو تستاچیو رفتیم. خیلی کوچک بودم. در تراس‌های پشت دروازه می‌ایستادیم و من فقط چند یارد با گیدو ماستی فاصله داشتم. بله یادم هست آن روزها او در دروازه می‌ایستاد».
- اوایل دهه ۲۰۰۰ کوئینتین تارانتینو از موریکونه دعوت کرد تا برای فیلم بیل را بکش (۲۰۰۳) موسیقی بسازد، اما آهنگساز به این دلیل که از او خواسته شده بود تنها برای دو یا سه دقیقه از فیلم موسیقی بنویسد آن کار را نپذیرفت.[۳۹] پس از آن نیز تارانتینو بار دیگر از او برای جنگوی آزاد شده دعوت به همکاری کرد که در نهایت نارضایتی موریکونه را در پی داشت چرا که بدون توافق با او، برای چگونگی استفاده موسیقی در فیلم تصمیم نهایی گرفته شده بود.[۱۰۴]

«یو-یو ما انیو موریکونه می‌نوازد» (۲۰۰۴)

- ویولنسل نواز مشهور یو-یو ما و انیو موریکونه در ۲۰۰۴ آلبومی با نام «یو-یو ما انیو موریکونه می‌نوازد»[پ ۱۳۸] منتشر کردند که با استقبال روبرو شد. این آلبوم از تاریخ ۱۶ إلی ۲۳ ژوئیه در رم با همراهی «ارکستر سمفونیک رم» ضبط شد و پس از انتشار توانست به رتبه سوم جدول بیلبورد آثار موسیقی کلاسیک دست یابد. این آلبوم ۱۰۵ هفته بر بالای جدول باقی ماند.[۱۰۵] موریکونه در این آلبوم قطعاتی از آثار معروفش را برای تکنواز ویولنسل تنظیم نمود. در این اثر موسیقی فیلم‌های مأموریت، افسانه ۱۹۰۰، سینما پارادیزو، مالنا، تشریفات محض، روزی روزگاری در آمریکا، روزی روزگاری در غرب، خوب بد زشت، خسارات جنگ، تسخیرناپذیران و همچنین موسیقی مجموعه‌های تلویزیونی موسی و مارکو پولو به اجرای مجدد درآمد. رهبری ارکستر بر عهده موریکونه و پیانیست آن جیلدا بوتا بود. قطعات این آلبوم در ۱۶ نوامبر ۲۰۰۴ در رم به روی صحنه رفت و از نکات قابل توجه این اجرا رفتار یو-یو ما بود که سعی می‌کرد مانند یک رهبر عمل کند. او با اشاره چشم و حرکاتش تلاش در هماهنگی بهتر میان نوازندگان سازهای زهی که همراه با او ساز می‌زدند داشت. این آلبوم پس از انتشار اولیه مجدداً در سال‌های ۲۰۰۶ تا ۲۰۱۶ به انتشار مجدد در کشورهای اروپا، آمریکا، کانادا، ژاپن، استرالیا و نیوزلند درآمد.[۱۰۶][۱۰۷][۱۰۸]
- سال ۲۰۱۱ موریکونه به همراه هیلی وستنرا، خوانندهٔ کلاسیک و سوپرانوی جوان نیوزیلندی، آغاز به ساخت آلبومی به نام «پارادیزو» کردند. این آلبوم شامل قطعاتی است که پیش از این توسط موریکونه ساخته شده و توسط هیلی وستنرا بازخوانی شده‌اند. موریکونه دربارهٔ این همکاری گفته‌است «وقتی برای نخستین‌بار صدای «هیلی» را شنیدم بسیار تحت تأثیر قرار گرفته و مجذوب آن شدم. وقتی به من پیشنهاد شد قطعاتی را مجدداً برای «هیلی» تنظیم نمایم خوشحال شدم و از نتیجه کار نیز بسیار خشنودم. می‌خواهم یادآوری کنم که این آلبوم فقط یک تکرار و گلچین ادبی نیست و شامل برخی از ترانه‌هایی می‌شود که برای نخستین‌بار شنیده می‌شوند. امیدوارم که این آلبوم برای بسیاری از شنوندگان خشنودی و برای حرفهٔ خواننده‌اش پیشرفتی به ارمغان بیاورد».[۱۰۹]
- در طی زمان ساخت و تولید فیلم ایرانی فرزند صبح که به شرح حال زندگی روح‌الله خمینی پرداخته بود، عوامل ساخت این فیلم خبر از ساخت موسیقی آن توسط انیو موریکونه دادند.[۱۱۰] این خبر توسط یک فکس ارسال شده تکذیب شد و دلیل آن این‌طور ذکر شده بود که آهنگساز فرصتی برای نوشتن آن ندارد.[۱۱۱] کارگردان فیلم در خصوص چگونگی این همکاری گفته بود «قرار است که ما فیلم را برای انیو موریکونه بفرستیم و او با دیدن این فیلم، برایش موسیقی بسازد. البته امیدوارم که اگر توانست و برنامه‌هایش اجازه داد بتواند به ایران بیاید. اسم انیو موریکونه اسم مشهوری است که کاملاً بازار دارد و علاقه‌مندان را جلب می‌کند. ما قصد داریم با این کار، فیلم فرزند صبح را در مقیاس انبوه پخش کنیم».[۱۱۲][۱۱۳][۱۱۴][۱۱۵]
- موریکونه در سال ۲۰۱۱ به ریاست هیئت داوران جشنواره فیلم رم برگزیده شد و در کنار داوران دیگری چون روبرتو بوله، رقاص باله، به همکاری پرداخت.[۱۱۶][۱۱۷]

## فیلم‌سازان مرتبط
کارگردان‌های ذیل به همکاری نزدیک با موریکونه شناخته شده هستند:
| کارگردان            | تصویر | همکاری در اثر |
| ------------------- | ----- | --- |
| سرجو لئونه          |       | - ۱۹۶۴: یک مشت دلار - ۱۹۶۵: به خاطر چند دلار بیشتر - ۱۹۶۶: خوب بد زشت - ۱۹۶۸: روزی روزگاری در غرب - ۱۹۷۱: یک مشت دینامیت - ۱۹۷۳: به من میگن هیچ‌کس - ۱۹۷۵: یک نابغه، دو شریک و یک ساده دل - ۱۹۸۴: روزی روزگاری در آمریکا |
| جوزپه تورناتوره     |       | - ۱۹۸۸: سینما پارادیزو - ۱۹۹۰: حال همه خوب است - ۱۹۹۱: مخصوصاً یکشنبه - ۱۹۹۴: تشریفات محض - ۱۹۹۵: ستاره‌ساز - ۱۹۹۸: افسانه ۱۹۰۰ - ۲۰۰۰: مالنا - ۲۰۰۶: زن ناشناخته - ۲۰۰۹: باریا - ۲۰۱۳: بهترین پیشنهاد - ۲۰۱۶: مکاتبه     |
| پیر پائولو پازولینی |       | - ۱۹۶۶: پرنده‌های بزرگ و پرنده‌های کوچک - ۱۹۶۸: تئورما - ۱۹۷۱: دکامرون - ۱۹۷۲: حکایت‌های کانتربوری - ۱۹۷۴: داستان‌های عشقی هزار و یک شب - ۱۹۷۵: سالو یا ۱۲۰ روز در سودوم                                                    |
| داریو آرجنتو        |       | - ۱۹۷۰: پرنده‌ای با بال‌های بلورین - ۱۹۷۱: گربه نه دم - ۱۹۷۱: چهار مگس روی مخمل خاکستری - ۱۹۹۶: سندرم استاندال - ۱۹۹۸: شبح اپرا                                                                                           |
| برناردو برتولوچی    |       | - ۱۹۶۴: پیش از انقلاب - ۱۹۶۸: شریک - ۱۹۷۶: ۱۹۰۰ - ۱۹۷۹: لونا - ۱۹۸۱: تراژدی آدم مضحک |
| برایان دی پالما     |       | - ۱۹۸۷: تسخیرناپذیران - ۱۹۸۹: ضایعات جنگ - ۲۰۰۰: مأموریت به مریخ |

دیگر فیلم‌سازانی که موریکونه به ساخت موسیقی برای فیلم‌هایشان پرداخته می‌توان اسامی ذیل را نام برد:
- بری لوینسون
- الیور استون
- کوئنتین تارانتینو
- جان هیوستون
- فرانکو زفیرلی
- ترنس یانگ
- آنری ورنوی
- جولیانو مونتالدو
- ماکسیمیلیان شل
- لوئیجی کومنچینی
- ترنس مالیک
- برادران تاویانی
- ساموئل فولر
- جان کارپنتر
- رومن پولانسکی
- سرجو کوربوچی
- پدرو آلمودوار
- آدریان لین
- وارن بیتی
- کارلو لیتزانی
- جیلو پونته‌کوروو
- جان بورمن
- ماریو مونیچلی
- رولند جافه
- آلبرتو لاتوادا
- الیو پتری
- ادوارد دمیتریک
- لوئیجی زامپا
- ویلیام فریدکین
- مارگارته فون تروتا
- ولفگانگ پترسن
- لینا ورتمولر
- مایکل اندرسون
- ریچارد فلایشر
- والریو زورلینی
- میخائیل کالاتازوف
- ایو بوآسه
- روبر انریکو

## آثار

### گزیده فیلم‌ها
۱۹۶۱
- فاشیست

۱۹۶۳
- مارمولک‌ها

۱۹۶۴
- به خاطر یک مشت دلار
- پیش از انقلاب

۱۹۶۵
- اسکی مارپیچ
- مشت‌ها در جیب
- ششلولی برای رینگو
- به خاطر چند دلار بیشتر
- قلعه کابوس
- هیجان

۱۹۶۶
- ال گرکو
- پرنده‌های بزرگ و پرنده‌های کوچک
- هفت تپانچه برای خانواده مک‌گرگور
- خوب، بد، زشت
- نبرد الجزیره
- چین نزدیک است
- کتاب مقدس

۱۹۶۷
- آرابلا
- توپ‌های سان سباستین
- ساحره‌ها

۱۹۶۸
- سپاسگزارم، خاله
- گالیلئو
- تئورما
- از همسایه خود بدزد
- شریک
- روزی روزگاری در غرب
- یک نوامبر بسیار دلپذیر
- سکوت بزرگ
- سرباز حرفه‌ای
- شریک
- قضیه

۱۹۶۹
- یک فصل کوتاه
- دسته سیسیلی‌ها
- کوئیمادا
- متللو
- آدم‌خواران
- پنج مرد جنگی

۱۹۷۰
- بازجویی از یک شهروند دور از سوءظن
- دو قاطر برای خواهر سارا
- مادالنا
- چادر سرخ
- پرنده‌ای با بال‌های بلورین
- یک شب در شام
- جزئیات بازی
- روز پنجم

۱۹۷۱
- ۱۸۷۰
- بازپرسی به پایان رسید، فراموش کنید
- شکست
- طبقه کارگر به بهشت می‌رود
- ساکو و وانزتی
- دکامرون
- یک مشت دینامیت
- گربه نه‌دم
- بطن سیاه رتیل
- چهار مگس روی مخمل خاکستری
- سرت را بدزد، احمق!
- مارمولکی در پوست زن

۱۹۷۲
- ریش‌آبی
- مار
- شیاطین بال‌دار
- چه بر سر سولانژ آوردی؟
- زندگی گاهی سخته، درسته پراویدنس؟
- حکایت‌های کانتربوری
- مرشد و مارگاریتا

۱۹۷۳
- به من می‌گویند هیچ‌کس
- کشتار در رم
- وقتی عشق شهوت است
- جوردانو برونو
- هفت‌تیر

۱۹۷۴
- آلونسانفان
- دخترخاله
- آخرین روزهای موسولینی
- موسی قانون‌گذار
- راز
- داستان‌های عشقی هزار و یک شب
- دجال
- کالبدگشایی

۱۹۷۵
- سالو، یا ۱۲۰ روز در سودوم
- عامل «انسانی»
- داستان‌های زندگی و جنایت
- در زیر پلکان باستانی
- چشم گربه
- لیبرا، عشق من
- یک نابغه، دو شریک و یک ساده‌دل
- ترس بر فراز شهر
- سالو یا ۱۲۰ روز در سودوم

۱۹۷۶
- ارث
- و آگنس مرگ را برگزید
- زن یکشنبه
- ۱۹۰۰
- صحرای تاتارها

۱۹۷۷
- اُرکا
- جن‌گیر ۲: مرتد
- گربه
- هیولا

۱۹۷۸
- روزهای بهشت
- سفر به آنیتا
- قفسی برای دیوانگان
- کورلئونه
- همین‌گونه بمان

۱۹۷۹
- علفزار
- ای مثل ایکاروس
- ماه
- عملیات اوگرو
- جزیره
- لونا
- انسان‌نما

۱۹۸۰
- راهزن
- قفسی برای دیوانگان ۲
- وراثت

۱۹۸۱
- تراژدی آدم مضحک
- حرفه‌ای
- بادی به غرب می‌رود
- مادام کاملیا

۱۹۸۲
- موجود
- پروانه

۱۹۸۳
- کلید
- هوندرا
- سرخ و سیاه

۱۹۸۴
- روزی روزگاری در آمریکا
- صحرای بزرگ آفریقا

۱۹۸۵
- سونیای سرخ
- دام

۱۹۸۶
- مأموریت
- زن ونیزی

۱۹۸۷
- تسخیرناپذیران
- بدرود مسکو
- کنترل

۱۹۸۸
- سینما پارادیزو
- دیوانه‌وار
- عینک‌هایی با قاب طلایی

۱۹۸۹
- ضایعات جنگ
- مرد چاق و پسر کوچک

۱۹۹۰
- حال همه خوب است
- هملت
- مأموریت به مریخ
- مرد بزرگ
- منو ببند!

۱۹۹۱
- باگزی
- مخصوصاً یکشنبه
- پول

۱۹۹۲
- شهر لذت

۱۹۹۳
- در خط آتش
- سکوت طولانی
- اسکورت
- جونا، کسی که در نهنگ زندگی کرد

۱۹۹۴
- تشریفات ساده
- یوسف

۱۹۹۵
- گرگ
- افشاگری
- ستاره‌ساز

۱۹۹۶
- دختر زیبا
- مردی از ستارگان
- سندرم استاندال

۱۹۹۷
- لولیتا
- دور برگردان
- ماریانا اوکریا

۱۹۹۸
- بول‌ورث
- افسانه ۱۹۰۰
- شبح اپرا
- چه رؤیاهایی که می‌آیند (پذیرفته نشد)

۱۹۹۹
- اِستر

۲۰۰۰
- مأموریت به مریخ
- واتل
- مالنا
- عشق بازی

۲۰۰۲
- بازی ریپلی
- سنسو ۴۵

۲۰۰۴
- در قلب کنترل

۲۰۰۵
- کارول: مردی که پاپ شد

۲۰۰۶
- زن شهرستانی
- زن ناشناخته
- بارتالی: مرد آهنین
- لیبرتاس

۲۰۰۸
- شیاطین سن پترزبورگ

۲۰۰۹
- باریا

۲۰۱۳
- بهترین پیشنهاد

۲۰۱۵
- هشت نفرت‌انگیز

۲۰۱۶
- مکاتبه

### گزیده فروش آثار
بیش از ۷۰ میلیون نسخه از آثار موریکونه در جهان به فروش رفته‌است. وی با فروشی قریب به ۵ میلیون و دویست هزار نسخه از پرفروش‌ترین آهنگسازان فیلم در فرانسه به‌شمار می‌آید. جدول ذیل آمار مختصری از فروش آثار اوست:
| اثر                                                      | فروش (نسخه)                            |
| تم اصلی خوب، بد، زشت (۱۹۶۶)                              | ۱٬۰۰۰٬۰۰۰ (فروش کل)                    |
| روزی روزگاری در غرب (۱۹۶۹)                               | ۱٬۰۰۰٬۰۰۰ (فرانسه) ۱۰ میلیون (فروش کل) |
| «مردی با یک سازدهنی» از آلبوم روزی روزگاری در غرب (۱۹۶۹) | ۱٬۲۶۰٬۰۰۰ (فرانسه)                     |
| کی مای (۱۹۸۱)                                            | ۹۱۱٬۰۰۰ (فرانسه)                       |
| ما همه انیو موریکونه را دوست می‌داریم (۲۰۰۷)              | ۱۲۰٬۰۰۰ (ایتالیا)                      |
| آرنا کنسرتو (دی‌وی‌دی)                                     | ۱۵۰٬۰۰۰ (ایتالیا)                      |

## افتخارات
| نشان لیاقت جمهوری ایتالیا — ۲ ژوئن ۱۹۹۵            |
| نشان لیاقت فرهنگ و هنر ایتالیا — ۲۵ فوریه ۲۰۰۰     |
| نشان لیاقت جمهوری ایتالیا — ۱۴ ژوئیه ۲۰۰۵          |
| لژیون دونور فرانسه — ۱۲ مارس ۲۰۰۹                  |
| خورشید فروزان امپراتوری ژاپن — ۲۹ ژوئیه ۲۰۱۹       |
| نشان بنیاد شاهزاده آستوریاس اسپانیا — ۵ ژوئیه ۲۰۲۰ |

## فهرست جوایز
| هیئت انتخاب                                | جایزه            | سال  | اثر                            | بخش                                                                                 | نتیجه    |
| آکادمی علوم و هنرهای سینمایی آمریکا        | اسکار            | ۱۹۷۹ | روزهای بهشت                    | بهترین موسیقی فیلم                                                                  | نامزدشده |
| آکادمی علوم و هنرهای سینمایی آمریکا        | اسکار            | ۱۹۸۷ | ماموریت                        | بهترین موسیقی فیلم                                                                  | نامزدشده |
| آکادمی علوم و هنرهای سینمایی آمریکا        | اسکار            | ۱۹۸۸ | تسخیرناپذیران                  | بهترین موسیقی فیلم                                                                  | نامزدشده |
| آکادمی علوم و هنرهای سینمایی آمریکا        | اسکار            | ۱۹۹۲ | باگزی                          | بهترین موسیقی فیلم                                                                  | نامزدشده |
| آکادمی علوم و هنرهای سینمایی آمریکا        | اسکار            | ۲۰۰۱ | مالنا                          | بهترین موسیقی فیلم                                                                  | نامزدشده |
| آکادمی علوم و هنرهای سینمایی آمریکا        | اسکار            | ۲۰۱۵ | هشت نفرت‌انگیز                  | بهترین موسیقی فیلم                                                                  | برنده    |
| آکادمی هنرهای سینمایی و تلویزیونی بریتانیا | بفتا             | ۱۹۷۹ | روزهای بهشت                    | بهترین موسیقی فیلم                                                                  | برنده    |
| آکادمی هنرهای سینمایی و تلویزیونی بریتانیا | بفتا             | ۱۹۸۵ | روزی روزگاری در آمریکا         | بهترین موسیقی فیلم                                                                  | برنده    |
| آکادمی هنرهای سینمایی و تلویزیونی بریتانیا | بفتا             | ۱۹۸۷ | ماموریت                        | بهترین موسیقی فیلم                                                                  | برنده    |
| آکادمی هنرهای سینمایی و تلویزیونی بریتانیا | بفتا             | ۱۹۸۸ | تسخیرناپذیران                  | بهترین موسیقی فیلم                                                                  | برنده    |
| آکادمی هنرهای سینمایی و تلویزیونی بریتانیا | بفتا             | ۱۹۹۱ | سینما پارادیزو                 | بهترین موسیقی فیلم (مشترکاً با آندره‌آ موریکونه)                                      | برنده    |
| آکادمی هنرهای سینمایی و تلویزیونی بریتانیا | بفتا             | ۲۰۱۵ | هشت نفرت‌انگیز                  | بهترین موسیقی فیلم                                                                  | برنده    |
| اتحادیه مطبوعات خارجی هالیوود              | گلدن گلوب        | ۱۹۸۲ | پروانه                         | بهترین ترانه فیلم                                                                   | نامزدشده |
| اتحادیه مطبوعات خارجی هالیوود              | گلدن گلوب        | ۱۹۸۵ | روزی روزگاری در آمریکا         | بهترین موسیقی فیلم                                                                  | نامزدشده |
| اتحادیه مطبوعات خارجی هالیوود              | گلدن گلوب        | ۱۹۸۷ | ماموریت                        | بهترین موسیقی فیلم                                                                  | برنده    |
| اتحادیه مطبوعات خارجی هالیوود              | گلدن گلوب        | ۱۹۸۸ | تسخیرناپذیران                  | بهترین موسیقی فیلم                                                                  | نامزدشده |
| اتحادیه مطبوعات خارجی هالیوود              | گلدن گلوب        | ۱۹۹۰ | خسارات جنگ                     | بهترین موسیقی فیلم                                                                  | نامزدشده |
| اتحادیه مطبوعات خارجی هالیوود              | گلدن گلوب        | ۱۹۹۲ | باگزی                          | بهترین موسیقی فیلم                                                                  | نامزدشده |
| اتحادیه مطبوعات خارجی هالیوود              | گلدن گلوب        | ۲۰۰۰ | افسانه ۱۹۰۰                    | بهترین موسیقی فیلم                                                                  | برنده    |
| اتحادیه مطبوعات خارجی هالیوود              | گلدن گلوب        | ۲۰۰۱ | مالنا                          | بهترین موسیقی فیلم                                                                  | نامزدشده |
| اتحادیه مطبوعات خارجی هالیوود              | گلدن گلوب        | ۲۰۱۵ | هشت نفرت‌انگیز                  | بهترین موسیقی فیلم                                                                  | برنده    |
| آکادمی ملی علوم و هنرهای ضبط آمریکا        | گرمی             | ۱۹۸۸ | تسخیرناپذیران                  | بهترین موسیقی متن یا آلبوم موسیقی بی‌کلام نوشته شده برای یک اثر سینمایی یا تلویزیونی | برنده    |
| آکادمی ملی علوم و هنرهای ضبط آمریکا        | گرمی             | ۱۹۹۵ | گرگ                            | بهترین موسیقی بی‌کلام نوشته شده برای یک اثر سینمایی یا تلویزیونی                     | نامزدشده |
| آکادمی ملی علوم و هنرهای ضبط آمریکا        | گرمی             | ۱۹۹۷ | ستاره‌ساز                       | بهترین موسیقی بی‌کلام نوشته شده برای یک اثر سینمایی یا تلویزیونی                     | نامزدشده |
| آکادمی ملی علوم و هنرهای ضبط آمریکا        | گرمی             | ۱۹۹۹ | بول‌ورث                         | بهترین موسیقی بی‌کلام نوشته شده برای یک اثر سینمایی یا تلویزیونی                     | نامزدشده |
| آکادمی ملی علوم و هنرهای ضبط آمریکا        | گرمی             | ۲۰۱۷ | هشت نفرت‌انگیز                  | بهترین موسیقی متن                                                                   | نامزدشده |
| آکادمی ملی علوم و هنرهای ضبط آمریکا        | گرمی             | ۲۰۱۷ | هشت نفرت‌انگیز                  | بهترین قطعه بی‌کلام برای «آخرین ایستگاه تا صخره سرخ»                                 | نامزدشده |
| آکادمی فیلم اروپا                          | تندیس فیلم اروپا | ۲۰۰۵ | بی‌سرنوشت                       | آهنگساز اروپا                                                                       | نامزدشده |
| آکادمی فیلم اروپا                          | تندیس فیلم اروپا | ۲۰۱۳ | بهترین پیشنهاد                 | آهنگساز اروپا                                                                       | برنده    |
| آکادمی سینمایی ایتالیا                     | دیوید دی دوناتلو | ۱۹۸۸ | عینکهایی با قاب طلایی          | بهترین موسیقی فیلم                                                                  | برنده    |
| آکادمی سینمایی ایتالیا                     | دیوید دی دوناتلو | ۱۹۸۹ | سینما پارادیزو                 | بهترین موسیقی فیلم                                                                  | برنده    |
| آکادمی سینمایی ایتالیا                     | دیوید دی دوناتلو | ۱۹۹۰ | مرد عذب                        | بهترین ترانه فیلم                                                                   | نامزدشده |
| آکادمی سینمایی ایتالیا                     | دیوید دی دوناتلو | ۱۹۹۱ | همه خوب هستند                  | بهترین موسیقی فیلم                                                                  | برنده    |
| آکادمی سینمایی ایتالیا                     | دیوید دی دوناتلو | ۱۹۹۳ | اسکورت                         | بهترین موسیقی فیلم                                                                  | نامزدشده |
| آکادمی سینمایی ایتالیا                     | دیوید دی دوناتلو | ۱۹۹۳ | جونا، کسی که در نهنگ زندگی کرد | بهترین موسیقی فیلم                                                                  | برنده    |
| آکادمی سینمایی ایتالیا                     | دیوید دی دوناتلو | ۱۹۹۶ | ستاره‌ساز                       | بهترین موسیقی فیلم                                                                  | نامزدشده |
| آکادمی سینمایی ایتالیا                     | دیوید دی دوناتلو | ۱۹۹۹ | افسانه ۱۹۰۰                    | بهترین موسیقی فیلم                                                                  | برنده    |
| آکادمی سینمایی ایتالیا                     | دیوید دی دوناتلو | ۲۰۰۰ | عشق بازی                       | بهترین موسیقی فیلم                                                                  | برنده    |
| آکادمی سینمایی ایتالیا                     | دیوید دی دوناتلو | ۲۰۰۱ | مالنا                          | بهترین موسیقی فیلم                                                                  | نامزدشده |
| آکادمی سینمایی ایتالیا                     | دیوید دی دوناتلو | ۲۰۰۷ | زن ناشناس                      | بهترین موسیقی فیلم                                                                  | برنده    |
| آکادمی سینمایی ایتالیا                     | دیوید دی دوناتلو | ۲۰۱۰ | باریا                          | بهترین موسیقی فیلم                                                                  | برنده    |
| آکادمی سینمایی ایتالیا                     | دیوید دی دوناتلو | ۲۰۱۳ | بهترین پیشنهاد                 | بهترین موسیقی فیلم                                                                  | برنده    |
| آکادمی سینمایی ایتالیا                     | دیوید دی دوناتلو | ۲۰۱۶ | مکاتبه                         | بهترین موسیقی فیلم                                                                  | نامزدشده |
| انجمن ملی فیلم ایتالیا                     | ربان نقره‌ای      | ۱۹۶۵ | یک مشت دلار                    | بهترین موسیقی                                                                       | برنده    |
| انجمن ملی فیلم ایتالیا                     | ربان نقره‌ای      | ۱۹۷۰ | یک شب در شام                   | بهترین موسیقی                                                                       | برنده    |
| انجمن ملی فیلم ایتالیا                     | ربان نقره‌ای      | ۱۹۷۲ | ساکو و وانزتی                  | بهترین موسیقی                                                                       | برنده    |
| انجمن ملی فیلم ایتالیا                     | ربان نقره‌ای      | ۱۹۸۵ | روزی روزگاری در آمریکا         | بهترین موسیقی                                                                       | برنده    |
| انجمن ملی فیلم ایتالیا                     | ربان نقره‌ای      | ۱۹۸۸ | تسخیرناپذیران                  | بهترین موسیقی                                                                       | برنده    |
| انجمن ملی فیلم ایتالیا                     | ربان نقره‌ای      | ۱۹۹۹ | افسانه ۱۹۰۰                    | "جایزه ویژه بخاطر تحقیق و پژوهش در ساخت موسیقی فیلم"                                | برنده    |
| انجمن ملی فیلم ایتالیا                     | ربان نقره‌ای      | ۲۰۰۰ | عشق بازی                       | بهترین موسیقی                                                                       | برنده    |
| انجمن ملی فیلم ایتالیا                     | ربان نقره‌ای      | ۲۰۰۱ | مالنا                          | بهترین موسیقی                                                                       | برنده    |
| انجمن ملی فیلم ایتالیا                     | ربان نقره‌ای      | ۲۰۰۴ | در قلب کنترل                   | بهترین موسیقی (مشترکاً با آندره‌آ موریکونه)                                           | نامزدشده |
| انجمن ملی فیلم ایتالیا                     | ربان نقره‌ای      | ۲۰۰۷ | زن ناشناس                      | بهترین موسیقی                                                                       | برنده    |
| انجمن ملی فیلم ایتالیا                     | ربان نقره‌ای      | ۲۰۰۸ | شیاطین سن پترزبورگ             | بهترین موسیقی                                                                       | نامزدشده |
| انجمن ملی فیلم ایتالیا                     | ربان نقره‌ای      | ۲۰۱۰ | باریا                          | جایزه سال                                                                           | برنده    |
| انجمن ملی فیلم ایتالیا                     | ربان نقره‌ای      | ۲۰۱۳ | بهترین پیشنهاد                 | بهترین موسیقی                                                                       | برنده    |
| آکادمی سینمایی روسیه                       | عقاب طلایی       | ۲۰۰۴ | ۷۲ متر                         | بهترین موسیقی فیلم                                                                  | برنده    |

| جوایز افتخاری                                               | جوایز افتخاری                                                                      | جوایز افتخاری                                             |
| ----------------------------------------------------------- | ---------------------------------------------------------------------------------- | --------------------------------------------------------- |
| پیشین: آل پاچینو سوزو چکی دامیکو کن لوچ                     | جایزه شیر طلایی ۱۹۹۵ برای یک عمر دستاورد هنری                                      | پسین: رابرت آلتمن میشله مورگان ویتوریو گاسمن داستین هافمن |
| پیشین: ژن مورو                                              | تندیس فیلم اروپا ۱۹۹۷ برای یک عمر دستاورد هنری                                     | پسین: ریچارد هریس                                         |
| پیشین: کارلو آدزلیو چیامپی تام کروز ماریو مونیچلی دینو ریسی | جایزه دیوید دی دوناتلو ۲۰۰۶ به مناسبت پنجاهمین سالگرد اهدای جوایز دیوید دی دوناتلو | پسین: آرماندو ترووایولی جولیانو مونتالدو کارلو لیتزانی    |
| پیشین: رابرت آلتمن                                          | جایزه اسکار ۲۰۰۷ برای مشارکتی درخشان و چند وجهی در هنر موسیقی فیلم                 | پسین: رابرت اف. بویل                                      |